# アカデミー賞・エミー賞・グラミー賞・トニー賞を全て受賞した人物の一覧

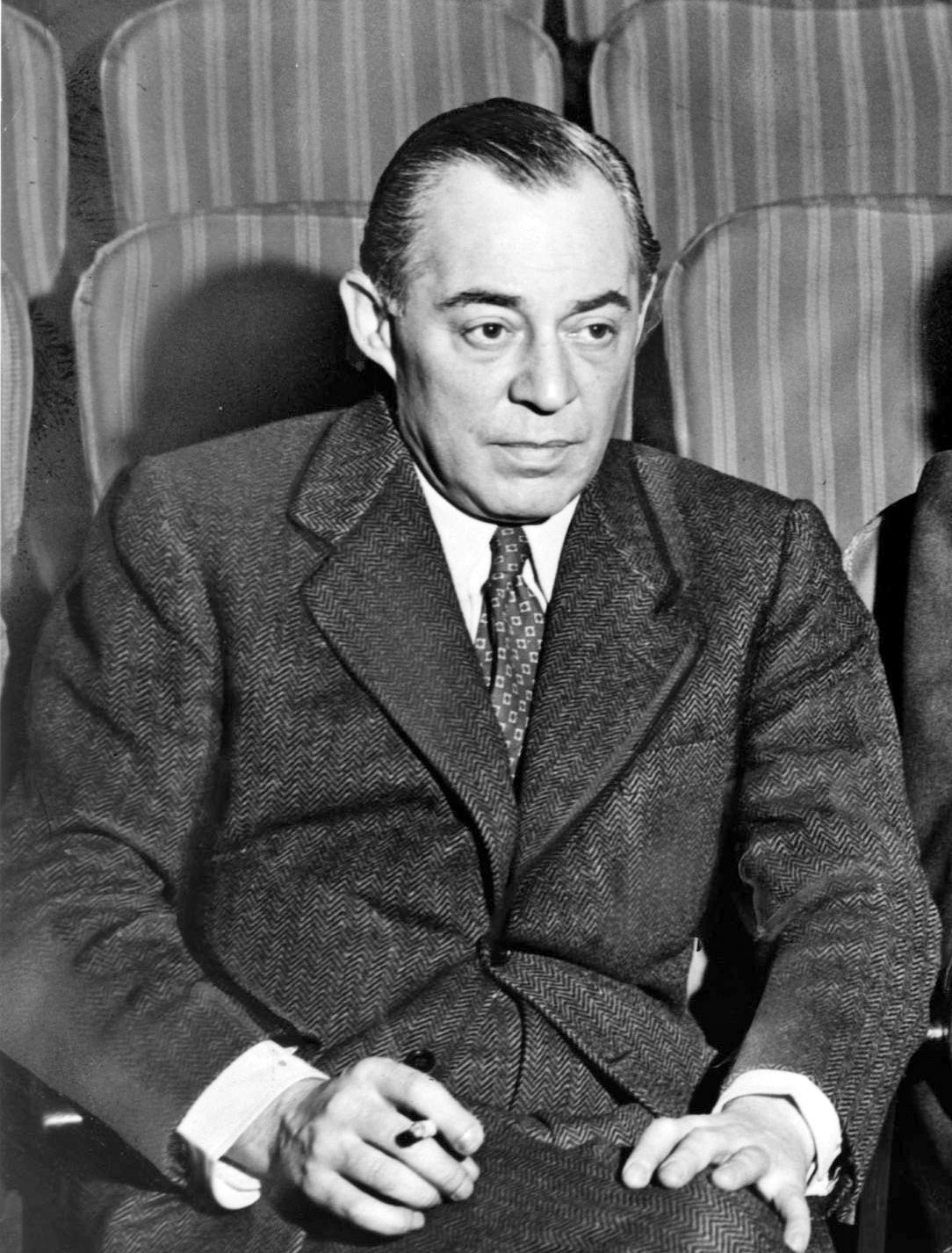
リチャード・ロジャースは初のEGOT達成者であり、更にピューリッツァー賞も受賞してPEGOT達成者にもなった。

EGOTは、エミー賞（Emmy）、グラミー賞（Grammy）、アカデミー賞/オスカー（Oscar）、トニー賞（Tony）の頭文字を繋げた用語であり、4つの賞を全て獲得した人物に与えられる称号である。これらの賞はテレビ、音楽、映画、演劇の分野での優れた業績を称えるものである。EGOTの達成はショービジネスにおける「グランドスラム」と呼ばれている。2024年時点で19人が達成している。
EGOTという用語は1984年後半に俳優のフィリップ・マイケル・トーマスが出演番組『特捜刑事マイアミ・バイス』で有名になった際に「5年以内にEGOTを達成したい」と発言したことに由来する。この際に彼は「E」はプライムタイム・エミー賞のみを指し、デイタイム・エミー賞やその他のエミー賞のことは意図していなかった。EGOT達成者19人のうち4人がデイタイム・エミー賞のみで達成している。
2010年代にはシットコム『30 ROCK/サーティー・ロック』の第4シーズンでトレイシー・モーガンが演じるトレイシー・ジョーダンがEGOT達成を目指して動き出したことでこの用語が広く認知されるようになった。
最年少達成者は当時39歳と8日のロバート・ロペスである。彼は最初の受賞から達成までが9年と8ヶ月という最速記録も保持している。さらに彼は4つの賞をそれぞれ2度獲得した唯一の「ダブルEGOT」の達成者である。
4つの賞に加えてピーボディ賞（Peabody Award）やピューリッツァー賞（Pulitzer Prize）を獲得することをPEGOTと呼称される。2019年時点でピーボディ賞込みでの達成者はバーブラ・ストライサンド、マイク・ニコルズ、リタ・モレノ、ピューリッツァー賞込みでの達成者はリチャード・ロジャースとマーヴィン・ハムリッシュである。
逆に不名誉な映画賞であるゴールデンラズベリー賞/ラジー賞（Razzie）の受賞を含めることでREGOTと呼称される。アラン・メンケンは『ニュージーズ』の楽曲「High Times, Hard Times」によってゴールデンラズベリー賞最低主題歌賞を獲得したことによりREGOT達成者となっている。グラミー・レジェンド賞を含めることでEGOT達成者となるライザ・ミネリも『レンタ・コップ』と『ミスター・アーサー2』でゴールデンラズベリー賞最低主演女優賞を獲得しており、REGOT達成者となる。

## コンペティティブ部門のみでの達成者
|    | 名前                         | エミー    | グラミー | オスカー | トニー  | 達成期間 (年単位) | 達成時の年齢   | 分野                       |
| -- | ---------------------------- | --------- | -------- | -------- | ------- | ----------------- | -------------- | -------------------------- |
| 1  | リチャード・ロジャース       | 1962      | 19601    | 1945     | 19501,2 | 17                | 59年 + 10か月  | 作曲家                     |
| 2  | ヘレン・ヘイズ3              | 1953      | 1977     | 19321    | 19471,2 | 45                | 76年 + 4か月   | 女優                       |
| 3  | リタ・モレノ3                | 19771     | 1972     | 1961     | 1975    | 16                | 45年 + 9か月   | 女優/歌手                  |
| 4  | ジョン・ギールグッド         | 1991      | 1979     | 1981     | 19611,2 | 30                | 87年 + 4か月   | 俳優/監督                  |
| 5  | オードリー・ヘプバーン       | 19935     | 19945    | 19532    | 19542   | 41                | 63年 + 8か月 5 | 女優                       |
| 6  | マーヴィン・ハムリッシュ     | 19951     | 19741    | 19731    | 1976    | 22                | 51年 + 3か月   | 作曲家                     |
| 7  | ジョナサン・チューニック     | 1982      | 1988     | 1977     | 1997    | 20                | 59年 + 1か月   | 作曲家/指揮者              |
| 8  | メル・ブルックス             | 19671     | 19981    | 1968     | 20011   | 34                | 74年 + 11か月  | 脚本家/作曲家/俳優         |
| 9  | マイク・ニコルズ             | 20011     | 1961     | 1967     | 19641   | 40                | 69年 + 11か月  | 監督/コメディアン          |
| 10 | ウーピー・ゴールドバーグ     | 20021,2,4 | 1986     | 1991     | 2002    | 16                | 46年 + 6か月   | コメディアン/女優/司会者   |
| 11 | スコット・ルーディン         | 1984      | 2012     | 2008     | 19941   | 28                | 53年 + 6か月   | プロデューサー             |
| 12 | ロバート・ロペス6            | 20081,4   | 20121    | 20141    | 20041   | 10                | 39年 + 0か月   | 作曲家                     |
| 13 | ジョン・レジェンド           | 20187     | 20061    | 2015     | 2017    | 12                | 39年 + 8か月   | 歌手/作曲家/プロデューサー |
| 14 | アンドルー・ロイド・ウェバー | 20187     | 19801,2  | 1997     | 19801,2 | 38                | 70年 + 5か月   | 作曲家/プロデューサー      |
| 15 | ティム・ライス               | 20187     | 19801    | 19931    | 19801   | 38                | 73年 + 9か月   | 作詞家/プロデューサー      |
| 16 | アラン・メンケン             | 20202,4   | 19921    | 19901    | 2012    | 30                | 71年 + 0か月   | 作曲家/プロデューサー      |
| 17 | ジェニファー・ハドソン       | 2021      | 20091    | 2007     | 2022    | 15                | 40年 + 9か月   | 歌手/女優/プロデューサー   |
| 18 | ヴィオラ・デイヴィス3        | 2015      | 2023     | 2017     | 20011   | 22                | 57年 + 5か月   | 女優/プロデューサー        |
| 19 | エルトン・ジョン             | 2024      | 19871    | 19951    | 2000    | 37                | 76年 + 9か月   | 歌手/作曲家                |

備考:
^1 コンペティティブ部門を複数回受賞。

^2 名誉賞などの非コンペティティブ部門も受賞。

^3 エミー賞・アカデミー賞・トニー賞の個人演技賞を全て獲得している演技の三冠達成者。

^4 プライムタイム・エミー賞ではなくデイタイム・エミー賞のみを受賞。

^5 死後受賞。

^6 2度EGOTを達成。

^7 レジェンド、ロイド・ウェバー、ライスは『ジーザス・クライスト・スーパースター Live in Concert』でエミー賞を共同受賞したことにより3人同時にEGOTを達成。

### リチャード・ロジャース

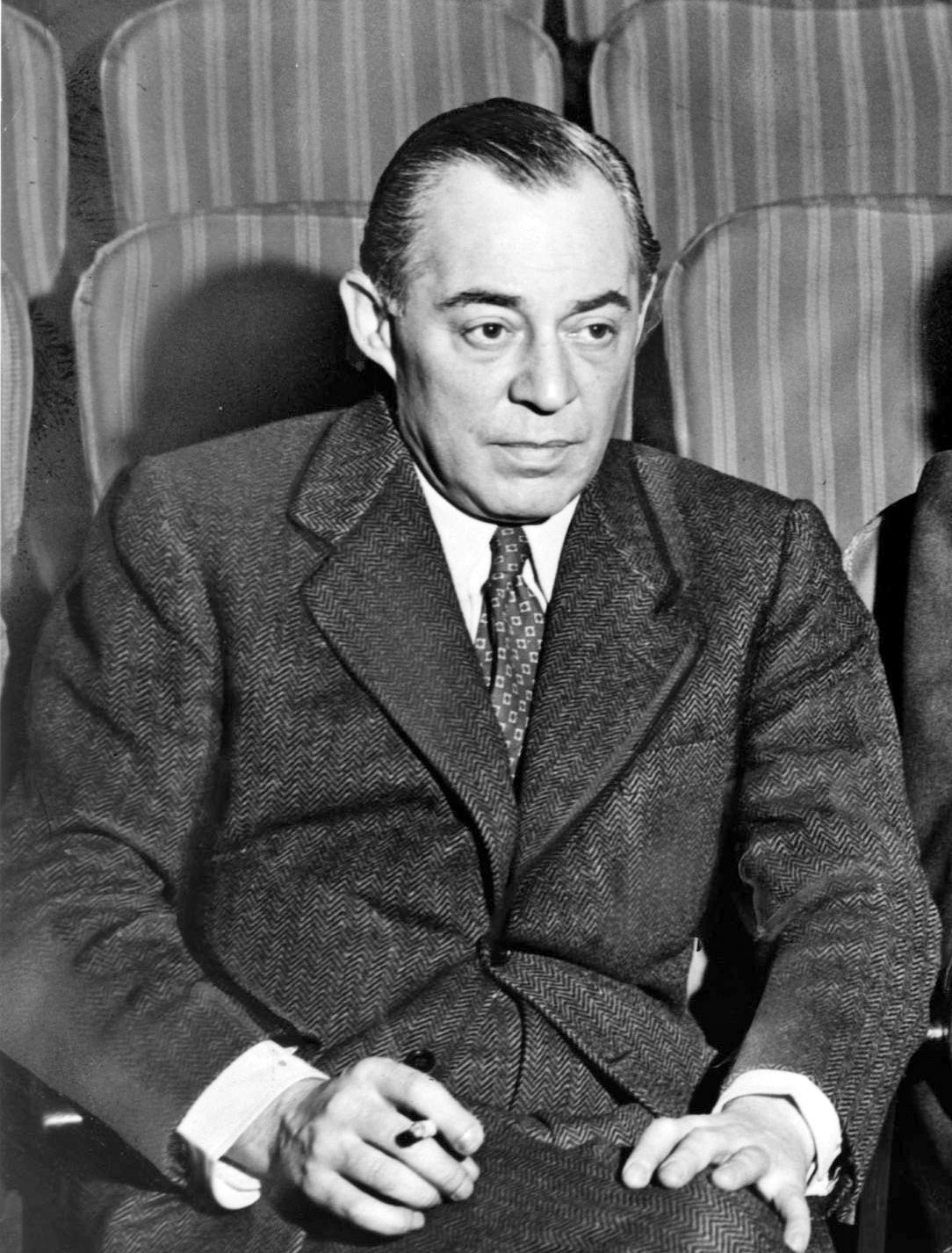
1962年にリチャード・ロジャースは史上初のEGOT達成者となった。

作曲家のリチャード・ロジャース（1902年-1979年）は、1962年に達成者となった。1945年から1979年のあいだにロジャースは13回受賞している。
- アカデミー賞:
  1. 1945年: 歌曲賞 – 「春の如く（英語版）」（『ステート・フェア』）
- プライムタイム・エミー賞:
  1. 1962年: 作曲賞 – Winston Churchill: The Valiant Years
- グラミー賞:
  1. 1960年（英語版）: ショー・アルバム賞 (オリジナルキャスト部門)（英語版）– 『サウンド・オブ・ミュージック』
  2. 1962年（英語版）: オリジナルキャスト・ショー・アルバム賞 – No Strings
- トニー賞:
  1. 1950年（英語版）: ミュージカル作品賞 – 『南太平洋』
  2. 1950年: ミュージカル・プロデューサー賞 - 『南太平洋』
  3. 1950年: 作曲賞（英語版） – 『南太平洋』
  4. 1952年（英語版）: ミュージカル作品賞 – 『王様と私』
  5. 1960年（英語版）: 音楽賞 – 『サウンド・オブ・ミュージック』
  6. 1962年（英語版）: 作曲賞 – No Strings
- 特別賞:
  1. 1962年（英語版）: トニー賞特別賞（英語版） - 舞台の若手への貢献とオーケストラを『ノー・ストリングス』の舞台に立たせたことに対して
  2. 1972年（英語版）: トニー賞特別賞
  3. 1979年（英語版）: トニー賞特別賞、アメリカン・シアターでの生涯の功績を称えるローレンス・ラングナー記念賞

### ヘレン・ヘイズ

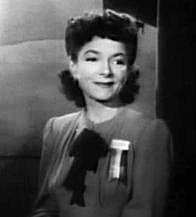
1977年にヘレン・ヘイズは史上2人目、女性としては史上初の達成者となった。

女優のヘレン・ヘイズ（1900年-1993年）は、1977年に達成者となった。1932年から1980年のあいだにヘイズは7回受賞している。彼女は女性としては初の達成者である。彼女はまた1953年にエミー賞、アカデミー賞、トニー賞の演技部門を制し、史上初の演技の三冠の達成者ともなっていた。さらに最初の受賞から達成までの期間が45年と最も長い人物である。
- アカデミー賞:
  1. 1932年: 主演女優賞 – 『マデロンの悲劇（英語版）』
  2. 1970年: 助演女優賞 – 『大空港』
- プライムタイム・エミー賞:
  1. 1953: 女優賞（英語版） – Schlitz Playhouse of Stars - "Not a Chance"
- グラミー賞:
  1. 1977年（英語版）: 朗読レコード賞（英語版） - Great American Documents
- トニー賞:
  1. 1947年（英語版）: 演劇主演女優賞 – Happy Birthday
  2. 1958年（英語版）: 演劇主演女優賞 – Time Remembered
- 特別賞:
  1. 1980年（英語版）: トニー賞特別賞（英語版）、アメリカ舞台での生涯の功績を称えるローレンス・ラングナー記念賞

### リタ・モレノ

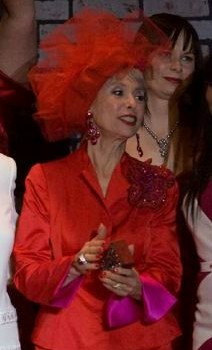
1977年にリタ・モレノは史上3人目、ラテン系としては史上初の達成者となった。

女優のリタ・モレノ（1931年生）は、1977年に達成者となった。1961年から1978年のあいだにモレノは5回受賞している。彼女は初のヒスパニック系の達成者であり、また2つ目に獲得したのがグラミー賞であった初の人物である（それまでの人物はいずれもトニー賞が2つ目であった）。また2015年に彼女はケネディ・センター名誉賞を獲得し、さらに2019年3月28日にピーボディ賞の授与が発表された。
- アカデミー賞:
  1. 1962年: 助演女優賞 – 『ウエスト・サイド物語』
- プライムタイム・エミー賞:
  1. 1977年: プライムタイム・エミー賞バラエティ・音楽番組個人演技賞（英語版） – 『マペット・ショー』
  2. 1978年:  プライムタイム・エミー賞コメディ・ドラマシリーズ単発主演女優賞（英語版） – 『ロックフォードの事件メモ』 - "The Paper Palace"
- グラミー賞:
  1. 1972年: 子供向けレコード賞（英語版） – The Electric Company
- トニー賞:
  1. 1975年（英語版）: 演劇助演女優賞（英語版） – The Ritz

### ジョン・ギールグッド

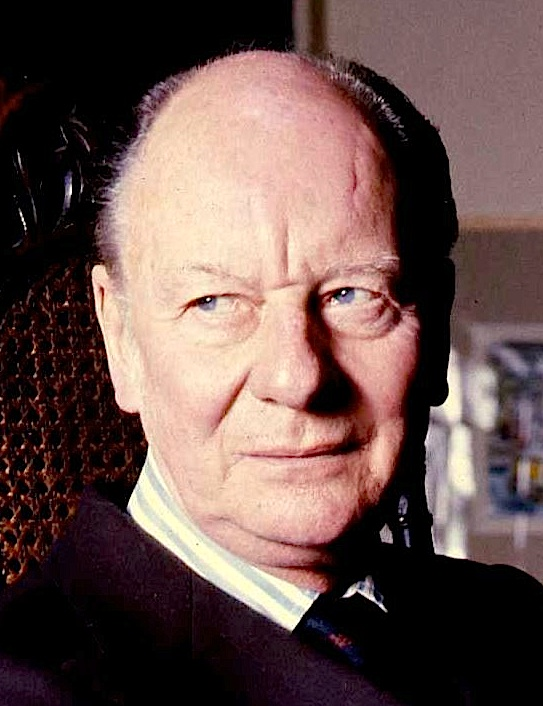
1991年にジョン・ギールグッドは最高齢となる87歳で史上4人目の達成者となった。

男性俳優のジョン・ギールグッド（1904年–2000年）は、1991年に達成者となった。1948年から1991年のあいだにギールグッドは6回受賞している。ギールグッドは1つ目の受賞がアカデミー賞以外（トニー賞）であった初の人物である。達成時は87歳であったがこれは史上最高齢であり、また初のLGBTの達成者である。
- アカデミー賞:
  1. 1981年: 助演男優賞 – 『ミスター・アーサー』
- プライムタイム・エミー賞:
  1. 1991: ミニシリーズ・スペシャル主演男優賞（英語版） – Summer's Lease
- グラミー賞:
  1. 1979年（英語版）: 朗読・ドキュメンタリー・ドラマ・レコード賞（英語版） – Ages of Man
- トニー賞:
  1. 1948年（英語版）: 外国劇団賞 – 『真面目が肝心』
  2. 1961年（英語版）: 演劇監督賞（英語版） – Big Fish, Little Fish
- 特別賞:
  1. 1959年: トニー賞特別賞（英語版） - 一人芝居『The Ages of Man』で示されたシェイクスピア作品に対する彼の並外れた洞察力による演劇への貢献に対して

### オードリー・ヘプバーン

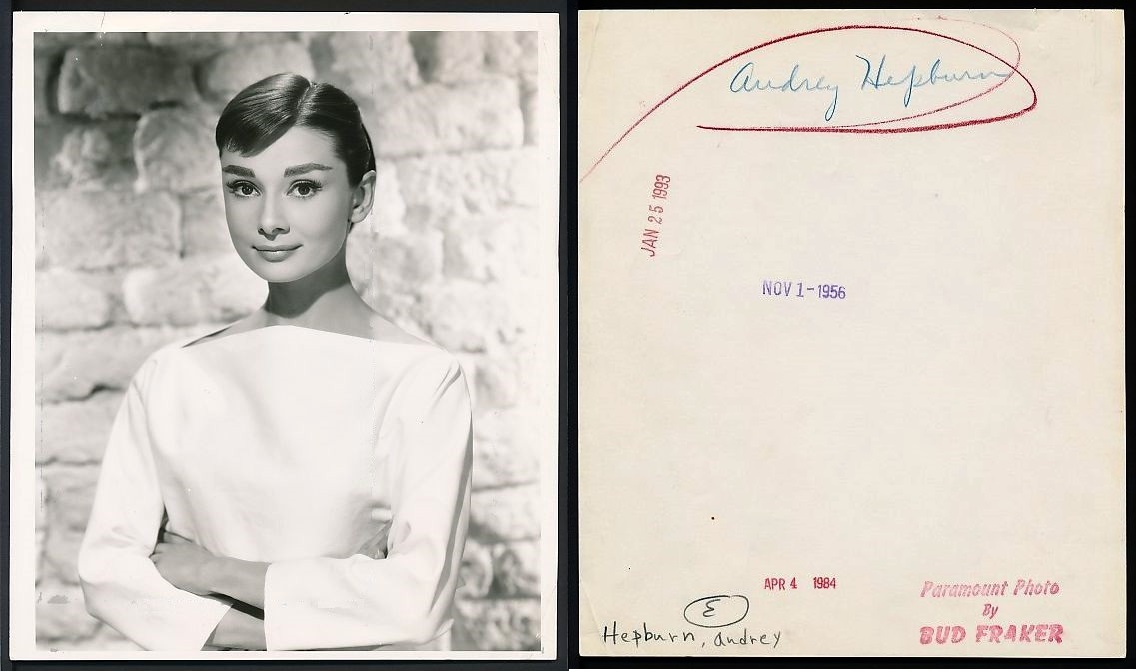
史上5人目となるオードリー・ヘプバーンは初の死後達成者でもあった。

女優のオードリー・ヘプバーン（1929年-1993年）は、没後となる1994年に達成者となった。1953年から1994年のあいだにヘプバーンは6回受賞した。彼女は史上5人目の達成者であり、また初の死後達成者でもあった。さらに彼女は初めて2年連続での受賞を果たした人物であった（1994年グラミー賞、1993年エミー賞）。彼女はジョナサン・チューニックと並んで4つの賞の受賞がそれぞれ1回のみ（非コンペティティブは除く）のEGOT達成者である。
- アカデミー賞:
  1. 1953年: 主演女優賞 – 『ローマの休日』
- プライムタイム・エミー賞:
  1. 1993: 情報番組個人業績賞 - 『オードリー・ヘプバーンの庭園紀行』
- グラミー賞:
  1. 1994年: 子供向け朗読アルバム賞（英語版） – Audrey Hepburn's Enchanted Tales
- トニー賞:
  1. 1954年（英語版）: 演劇主演女優賞 – 『オンディーヌ』
- 特別賞:
  1. 1968年（英語版）: トニー賞特別賞（英語版）特別貢献賞
  2. 1993年: アカデミー賞特別賞ジーン・ハーショルト友愛賞

### マーヴィン・ハムリッシュ

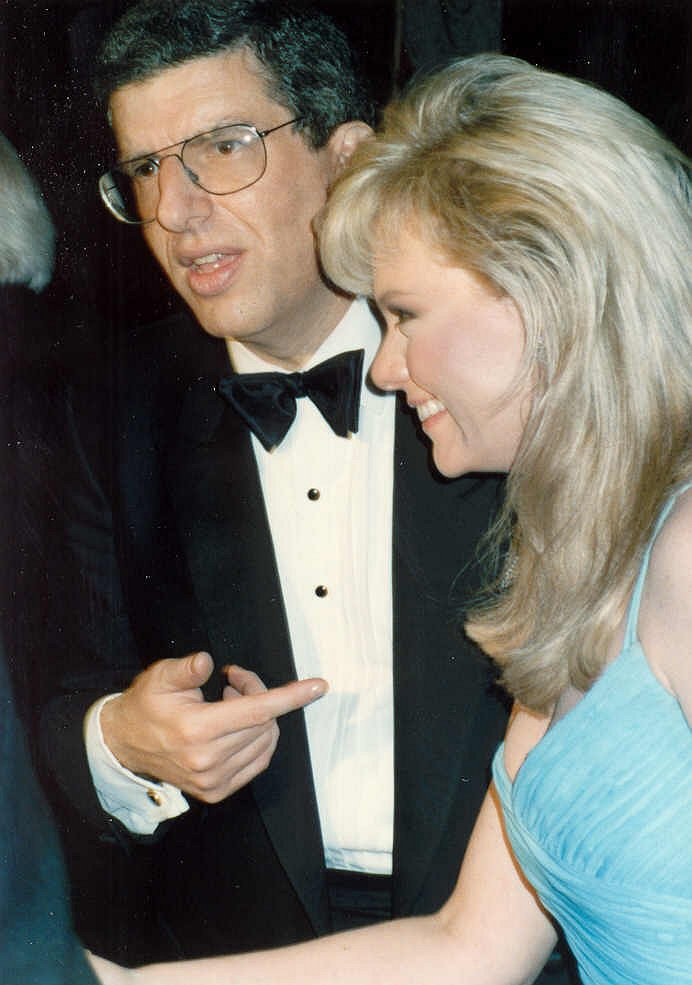
1995年にマーヴィン・ハムリッシュは史上6人目の達成者となった（画像右は妻のテレ・ブレア）。

作曲家のマーヴィン・ハムリッシュ（1944年-2012年）は、1995年に達成者となった。1973年から2001年のあいだにハムリッシュは12回受賞した。2020年にアラン・メンケンが達成するまではハムリッシュは達成者中で最も多くアカデミー賞を受賞した人物であった（同一年に3回）。彼はまた達成者の中で初のグラミー賞の主要部門受賞者であった（楽曲賞と新人賞）。さらに彼は達成者の中では初めて同じ作品で複数の賞を受賞した人物であった（「追憶」でアカデミー賞とグラミー賞）。
- アカデミー賞:
  1. 1973年: 劇映画作曲賞 – 『追憶』
  2. 1973年: 歌曲賞 - 「追憶」（『追憶』）
  3. 1973年: 編曲・歌曲賞 – 『スティング』
- プライムタイム・エミー賞:
  1. 1995年: 音楽監督賞 – Barbra: The Concert
  2. 1995: 作曲・作詞賞（英語版） – Barbra: The Concert
  3. 1999年: 作曲・作詞賞 – AFI's 100 Years... 100 Movies
  4. 2001年: 音楽監督賞 - Timeless: Live in Concert
- グラミー賞:
  1. 1974年（英語版）: 楽曲賞（英語版） – 「追憶」
  2. 1974年: 新人賞（英語版）
  3. 1974年: ポップ・インストゥルメンタル・パフォーマンス賞（英語版） – 「エンターテイナー」
  4. 1974年: 映画・テレビスペシャル向けアルバム賞 – 『追憶（英語版）』
- トニー賞:
  1. 1976年（英語版）: ミュージカル音楽賞（英語版） – 『コーラスライン』

### ジョナサン・チューニック
作曲家・指揮者・編曲家のジョナサン・チューニック（1938年生）は、1977年に全ての賞を制覇した。1977年から1997年のあいだにチューニックは4回受賞した。2つ目がエミー賞、4つ目がトニー賞だったのはチューニックが初めてである。また4つの賞の受賞がそれぞれ1回のみであるのはオードリー・ヘプバーンに次いで2例目である。
- アカデミー賞:
  1. 1977: 編曲・歌曲賞 – 『リトル・ナイト・ミュージック（英語版）』
- プライムタイム・エミー賞:
  1. 1982年: 音楽監督賞 – Night of 100 Stars
- グラミー賞:
  1. 1988年（英語版）: ボーカル入りインストゥルメンタル編曲賞（英語版） – 「ノー・ワン・イズ・アローン（英語版）」
- トニー賞:
  1. 1997年（英語版）: オーケストラ編曲賞（英語版） – 『タイタニック』

### メル・ブルックス

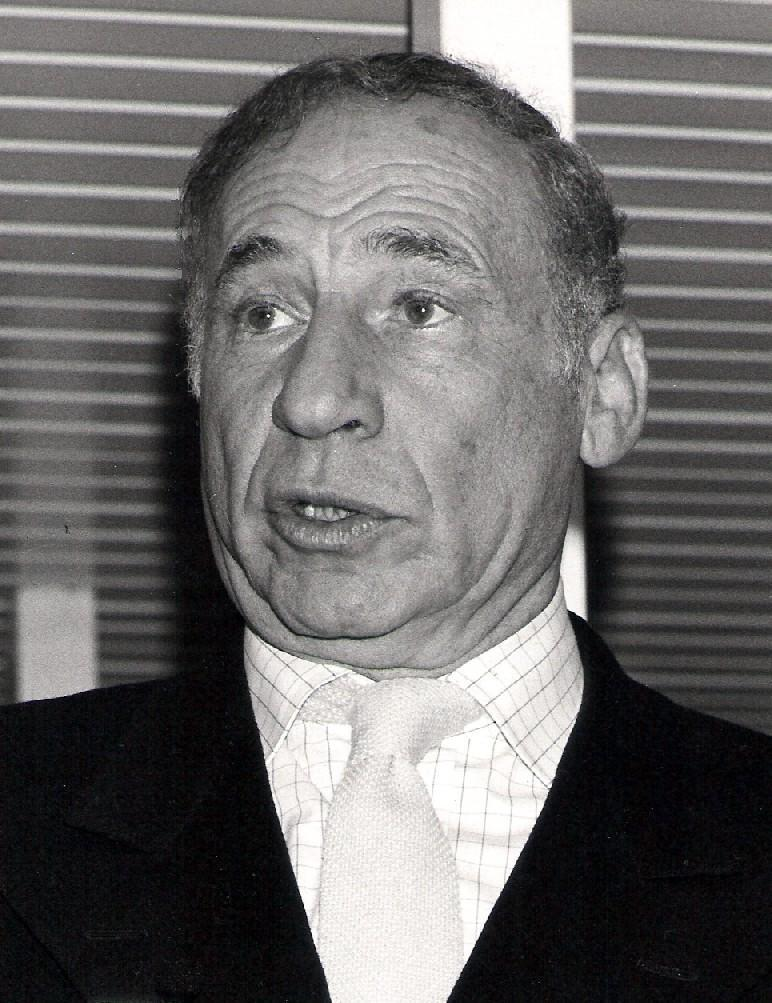
2001年にメル・ブルックスは史上8人目の達成者となった。

監督・脚本家・俳優のメル・ブルックス（1926年生）は、2001年6月に達成者となった。1968年から2002年のあいだにブルックスは11回受賞した。ブルックスは達成者の中では史上初めてエミー賞が1つ目の受賞だった人物であり、また初のアカデミー賞脚本賞受賞者であった。
- アカデミー賞:
  1. 1968年: 脚本賞 – 『プロデューサーズ』
- プライムタイム・エミー賞:
  1. 1967年: バラエティ脚本賞（英語版） – The Sid Caesar, Imogene Coca, Carl Reiner, Howard Morris Special
  2. 1997年: コメディシリーズゲスト男優賞（英語版） – 『あなたにムチュー』
  3. 1998年: コメディシリーズゲスト男優賞 – 『あなたにムチュー』
  4. 1999年: コメディシリーズゲスト男優賞 – 『あなたにムチュー』
- グラミー賞:
  1. 1998年: 朗読コメディ・アルバム賞（英語版） – The 2000 Year Old Man in the Year 2000
  2. 2002年: 長編ミュージック・ビデオ賞（英語版） – Recording 'The Producers': A Musical Romp with Mel Brooks
  3. 2002年: ミュージカル・ショー・アルバム賞（英語版） – 『プロデューサーズ』
- トニー賞:
  1. 2001年（英語版）: ミュージカル作品賞 – 『プロデューサーズ』
  2. 2001年: ミュージカル脚本賞（英語版） – 『プロデューサーズ』
  3. 2001年: 作曲賞（英語版） – 『プロデューサーズ』

ブルックスは『Real Time with Bill Maher』の2015年1月30日の放送回でアメリカン・フィルム・インスティチュート（American Film Institute）とケネディ・センター（Kennedy Center）からも表彰されていることから自身をEGOTAKと称した。

### マイク・ニコルズ
監督・俳優・コメディアンのマイク・ニコルズ（1931年–2014年）は、2001年11月に達成者となった。1961年から2012年のあいだにニコルズは15回受賞した。ニコルズは1つ目がグラミー賞であった初の達成者であり、なおかつ初めて複数の賞の監督部門（アカデミー賞1回、トニー賞7回、エミー賞2回）を獲得した。キャリア初の受賞から最後に受賞した2012年までの51年という期間は達成者の中で最長である。
- アカデミー賞:
  1. 1967年: 監督賞 – 『卒業』
- プライムタイム・エミー賞:
  1. 2001: ミニシリーズ・映画・スペシャル監督賞（英語版） – 『エマ・トンプソンのウィット/命の詩（英語版）』
  2. 2001年: テレビ映画作品賞 – 『エマ・トンプソンのウィット/命の詩』
  3. 2004年: ミニシリーズ・映画・スペシャル監督賞 – 『エンジェルス・イン・アメリカ』
  4. 2004年: ミニシリーズ作品賞 – 『エンジェルス・イン・アメリカ』
- グラミー賞:
  1. 1961年（英語版）: コメディ・パフォーマンス賞（英語版） – An Evening with Mike Nichols and Elaine May
- トニー賞:
  1. 1964年（英語版）: 演劇監督賞（英語版） – 『はだしで散歩（英語版）』
  2. 1965年（英語版）: 演劇監督賞 – 『ラブ（英語版）』、『おかしな二人』
  3. 1968年（英語版）: 演劇監督賞 – 『プラザ・スイート（英語版）』
  4. 1972年（英語版）: 演劇監督賞 – 『二番街の囚人（英語版）』
  5. 1977年（英語版）: ミュージカル作品賞 – 『アニー』
  6. 1984年（英語版）: 演劇監督賞 – 『リアルシング -ほんもの-（英語版）』
  7. 1984年: 演劇作品賞 – 『リアルシング -ほんもの-』
  8. 2005年（英語版）: ミュージカル監督賞（英語版） – 『モンティ・パイソンのスパマロット』
  9. 2012年（英語版）: 演劇監督賞 – 『セールスマンの死』

### ウーピー・ゴールドバーグ

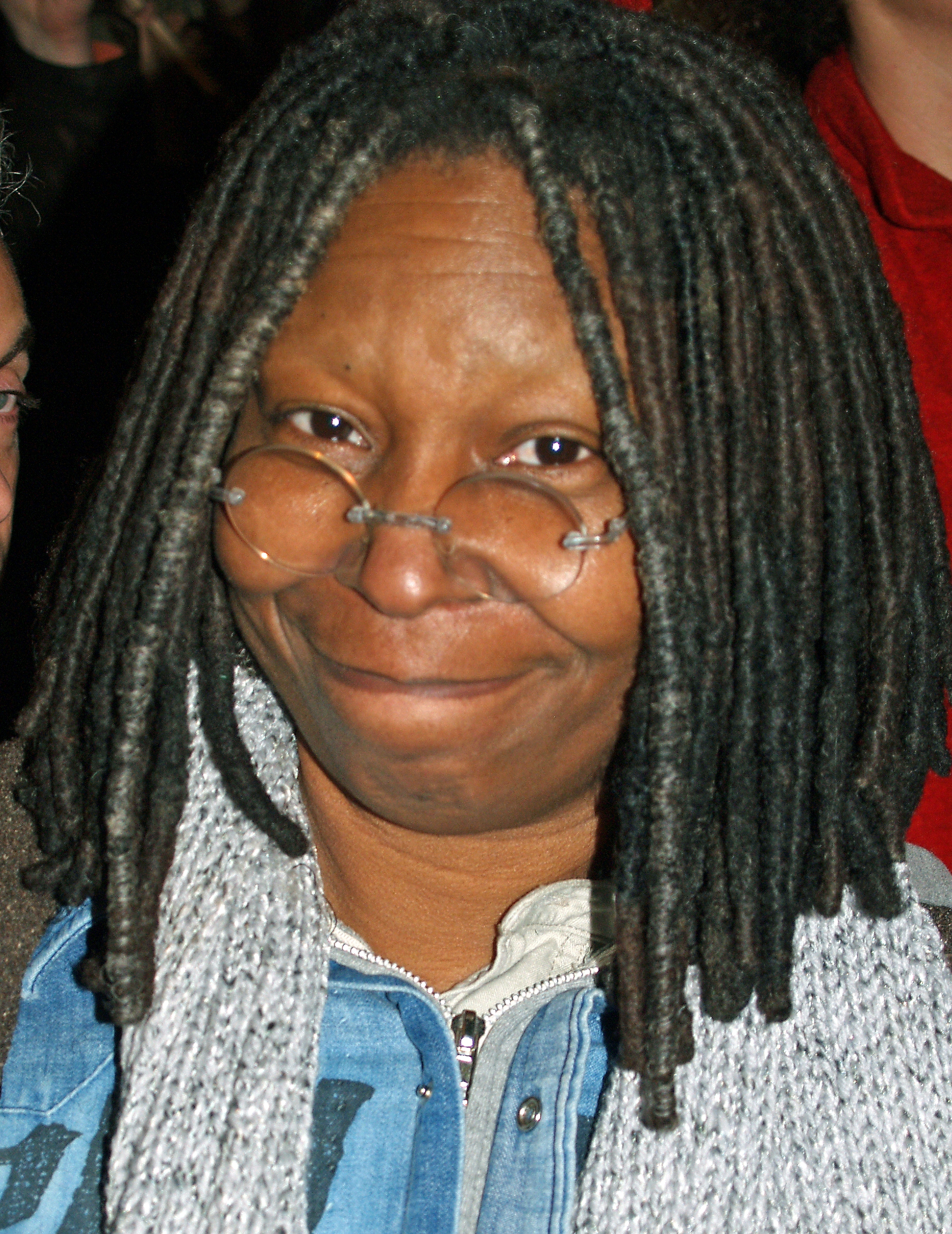
2002年に10人目の達成者となったウーピー・ゴールドバーグは初めて同一年に2つの賞を制した人物であり、またアフリカ系アメリカ人としても初であった。

女優・コメディアン・トーク番組司会者のウーピー・ゴールドバーグ（1955年生）は、2002年に達成者となった。1985年から2009年のあいだにゴールドバーグは6回受賞した。ゴールドバーグは初のアフリカ系アメリカ人の達成者であり、また史上初の2つ目の受賞がアカデミー賞だった人物でもあり、さらに同一年に2つ獲得した（2002年にデイタイム・エミー賞とトニー賞）のも彼女が初めてあった。
- アカデミー賞:
  1. 1991年: 助演女優賞 – 『ゴースト/ニューヨークの幻』
- デイタイム・エミー賞:
  1. 2002年: スペシャルクラススペシャル賞（英語版） – Beyond Tara: The Extraordinary Life of Hattie McDaniel
  2. 2009年（英語版）: トーク番組司会賞（英語版） – The View
- グラミー賞:
  1. 1986年: コメディ・レコード賞（英語版） – Original Broadway Show Recording
- トニー賞:
  1. 2002年（英語版）: ミュージカル作品賞 – 『モダン・ミリー（英語版）』
- 特別賞:
  1. 1997年: エミー賞特別賞ガヴァナース賞

### スコット・ルーディン
映画・テレビ・舞台のプロデューサーのスコット・ルーディン（1958年生）は、2012年に達成者となった。1984年から2019年のあいだにルーディンは20回受賞しているが、これは2020年にアラン・メンケンが21個目を獲得するまでは最多記録であった。またルーディンはプロデューサーを主として活動する人物としては初の達成者である。
- アカデミー賞:
  1. 2008年: 作品賞 – 『ノーカントリー』
- プライムタイム・エミー賞:
  1. 1984年: 子供向け番組賞（英語版） – He Makes Me Feel Like Dancin'
- グラミー賞:
  1. 2012年: ミュージカル・シアター・アルバム賞（英語版） – The Book of Mormon: Original Broadway Cast Recording
- トニー賞:
  1. 1994年（英語版）: ミュージカル作品賞 – 『パッション（英語版）』
  2. 2000年（英語版）: 演劇作品賞 – 『コペンハーゲン』
  3. 2002年（英語版）: 演劇作品賞 – 『山羊 シルビアってだれ?（英語版）』
  4. 2005年（英語版）: 演劇作品賞 – 『ダウト 疑いをめぐる寓話』
  5. 2006年（英語版）: 演劇作品賞 – 『ヒストリーボーイズ（英語版）』
  6. 2009年: 演劇作品賞 – 『大人は、かく戦えり（英語版）』
  7. 2010年（英語版）: リバイバル演劇作品賞（英語版） – 『フェンス（英語版）』
  8. 2011年（英語版）: ミュージカル作品賞 - The Book of Mormon
  9. 2012年（英語版）: リバイバル演劇作品賞 - 『セールスマンの死』
  10. 2014年（英語版）: リバイバル演劇作品賞 - 『陽なたの干しぶどう』
  11. 2015年（英語版）: 演劇作品賞 - 『夜中に犬に起こった奇妙な事件』
  12. 2015年: リバイバル演劇作品賞 - 『スカイライト（英語版）』
  13. 2016年（英語版）: 演劇作品賞 –  The Humans
  14. 2016年:リバイバル演劇作品賞 - 『橋からの眺め』
  15. 2017年（英語版）: リバイバル・ミュージカル作品賞（英語版） – 『ハロー・ドーリー!』
  16. 2019年（英語版）: 演劇作品賞 –  The Ferryman
  17. 2019年: リバイバル演劇作品賞 -  『真夜中のパーティー（英語版）』

### ロバート・ロペス

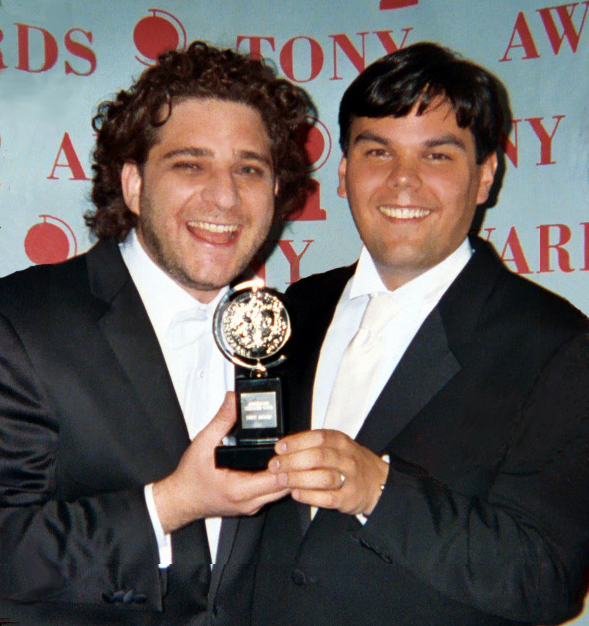
12人目となるロバート・ロペス（画像右。左は『アベニューQ』の製作パートナーのジェフ・マルクス）は、初のフィリピン系およびアジア系の達成者であり、また最年少であり、そして最初の受賞から達成までの期間が最短（10年）であり、さらに4つの賞をそれぞれ2度以上獲得している唯一の人物である。

ソングライターのロバート・ロペス（1975年生）は、2014年に達成者となった。2004年から2018年までにロペスは10回受賞した。彼はウーピー・ゴールドバーグと同様にデイタイム・エミー賞を含めての達成者である（プライムタイム・エミー賞には3度ノミネートされている）。ロペスはフィリピン系としては初の達成者であり、またアジア系としても同様である。彼はコンペティティブ部門のみでの達成者とては史上最年少であり、また最初の受賞から達成までの期間（10年）も最短である。
ロペスがグラミー賞を受賞した『The Book of Mormon』によってスコット・ルーディンも獲得しており、達成者同士による初の共同受賞となった。また史上初めてアカデミー賞の受賞が4つ目であった。さらに彼は4つの賞をそれぞれ2回以上獲得し、史上初の「ダブルEGOT」の達成者ともなった。
- アカデミー賞:
  1. 2014: 歌曲賞 – 「レット・イット・ゴー」（『アナと雪の女王』）
  2. 2018年: 歌曲賞 – 「リメンバー・ミー」（『リメンバー・ミー』）
- デイタイム・エミー賞:
  1. 2008年: 音楽監督・作曲賞 – Wonder Pets!
  2. 2010年: 音楽監督・作曲賞 – Wonder Pets!
- グラミー賞:
  1. 2012年: ミュージカル・シアター・アルバム賞（英語版） – The Book of Mormon: Original Broadway Cast Recording
  2. 2015年: 映像作品コンピレーション・サウンドトラック賞（英語版） – 『アナと雪の女王』
  3. 2015年: 映像作品楽曲賞 - 「レット・イット・ゴー」（『アナと雪の女王』）
- トニー賞
  1. 2004年: 作曲賞（英語版） – 『アベニューQ』
  2. 2011年（英語版）: ミュージカル脚本賞（英語版） – The Book of Mormon
  3. 2011年: 作曲賞 – The Book of Mormon

### ジョン・レジェンド

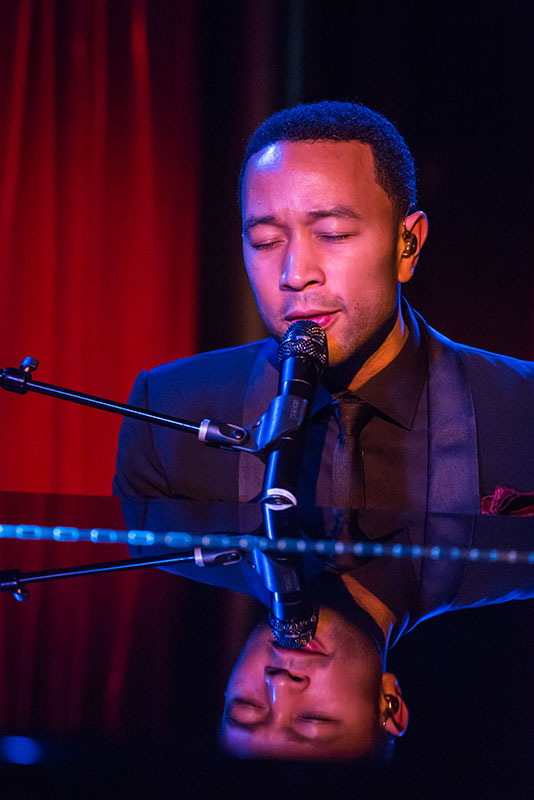
レジェンドはアフリカ系アメリカ人の男性としては初の達成者となった。

ミュージシャン・プロデューサーのジョン・レジェンド（1978年生）は、2018年に達成者となった。2006年から2018年までにレジェンドは14回受賞した。レジェンドはグラミー賞を11回受賞しているがこれは達成者の中で最多であり、また主に歌手として活動する人物としては初であった。黒人男性としても初の達成者であり、さらに初の4年連続での受賞者でもあった。その上に2020年時点でプライムタイム・エミー賞とデイタイム・エミー賞のコンペティティブ部門を両方受賞している唯一の達成者である。2018年9月9日にレジェンド、ロイド・ウェバー、ライスは『ジーザス・クライスト・スーパースター Live in Concert』はプライムタイム・エミー賞バラエティ・スペシャル賞（ライブ）を共同で受賞したことによって3人同時に達成者となった。
- アカデミー賞:
  1. 2015年: 歌曲賞 – 「グローリー」（『グローリー/明日への行進』）
- プライムタイム・エミー賞:
  1. 2018年: バラエティ・スペシャル賞 (生番組)（英語版） – 『ジーザス・クライスト・スーパースター Live in Concert（英語版）』
- デイタイム・エミー賞:
  1. 2019年: デイタイム番組インタラクティブ・メディア賞 – Crow: The Legend
- グラミー賞:
  1. 2006年: 新人賞（英語版）
  2. 2006年: R&Bアルバム賞（英語版） – 『ゲット・リフテッド（英語版）』
  3. 2006年: 男性R&Bボーカル・パフォーマンス賞（英語版） – 「オーディナリー・ピープル（英語版）」
  4. 2007年: 男性R&Bボーカル・パフォーマンス賞 – 「ヘヴン（英語版）」
  5. 2007年: ボーカル入りデュオ・グループR&Bパフォーマンス賞（英語版） – 「ファミリー・アフェア」
  6. 2009年: ボーカル入りデュオ・グループR&Bパフォーマンス賞 – 「ステイ・ウィズ・ミー」
  7. 2011年: R&B楽曲賞（英語版） – 「シャイン」
  8. 2011年: トラディショナルR&Bパフォーマンス賞（英語版） – 「ハング・オン・イン・ゼア」
  9. 2011年: R&Bアルバム賞 – 『ウェイク・アップ!（英語版）』
  10. 2016年: 映像作品楽曲賞（英語版） – 「グローリー」
  11. 2020年: ラップ/歌唱パフォーマンス賞（英語版） – 「ハイヤー」
- トニー賞:
  1. 2017年（英語版）: リバイバル演劇作品賞（英語版） – Jitney

### アンドルー・ロイド・ウェバー

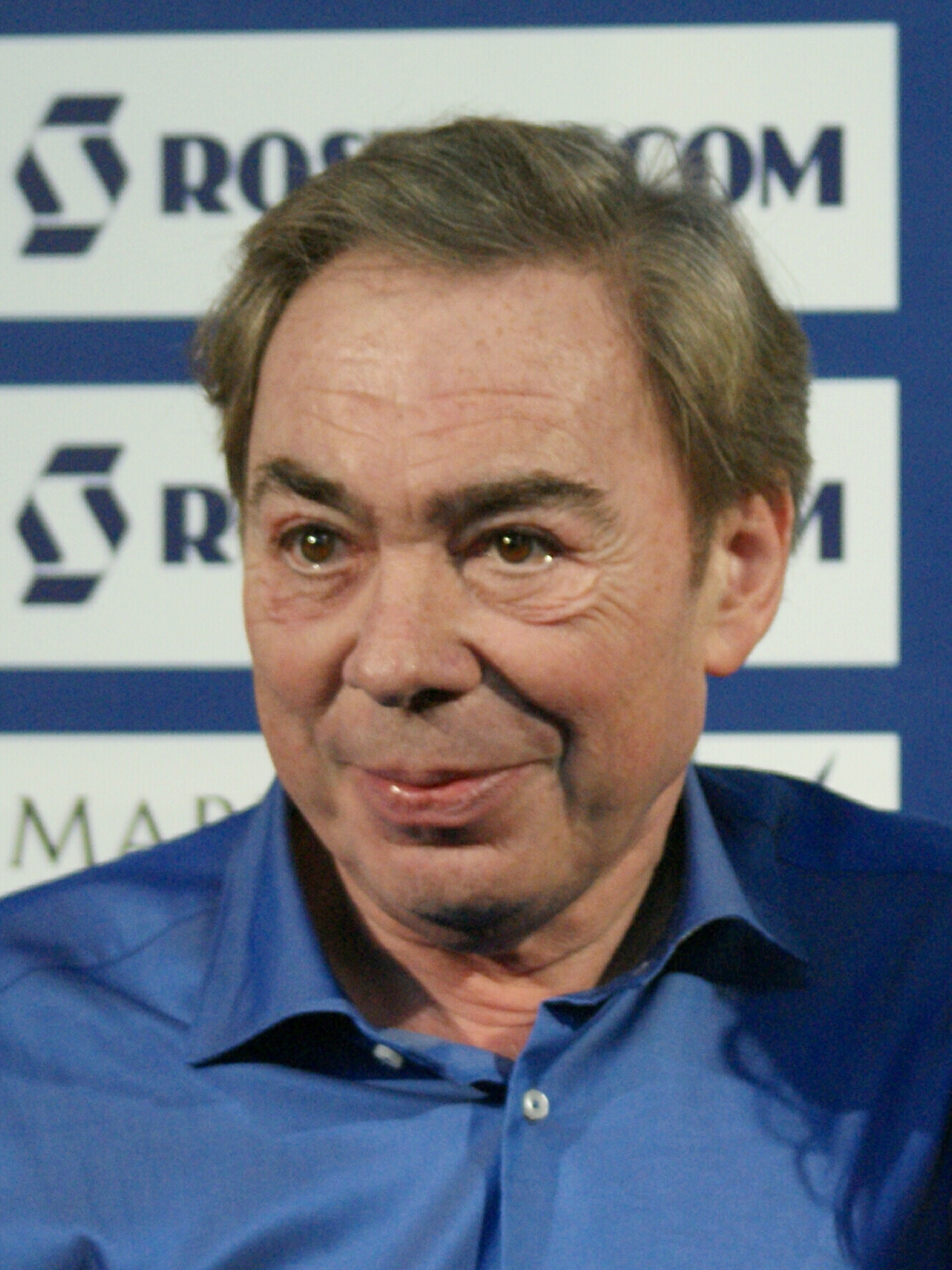
2009年のロイド・ウェバー。

ミュージカル劇作曲家・ソングライター・プロデューサーのアンドルー・ロイド・ウェバー（1948年生）、2018年に達成者となった。1980年から2018年までにロイド・ウェバーは13回受賞した。
- アカデミー賞:
  1. 1997年: 歌曲賞 – 「ユー・マスト・ラヴ・ミー」（『エビータ』）
- プライムタイム・エミー賞:
  1. 2018年:  バラエティ・スペシャル賞 (生番組)（英語版） – 『ジーザス・クライスト・スーパースター Live in Concert（英語版）』
- グラミー賞:
  1. 1980年（英語版）: キャスト・ショー・アルバム賞（英語版） – 『エビータ』
  2. 1983年: キャスト・ショー・アルバム賞 – 『キャッツ』
  3. 1986年: コンテンポラリー・コンポジション賞 – 『レクイエム（英語版）』
- トニー賞:
  1. 1980年（英語版）: 作曲賞（英語版） – 『エビータ』
  2. 1983年（英語版）: ミュージカル作品賞 – 『キャッツ』
  3. 1983年: 作曲賞 – 『キャッツ』
  4. 1988年（英語版）: ミュージカル作品賞 – 『オペラ座の怪人』
  5. 1995年（英語版）: ミュージカル作品賞 – 『サンセット大通り（英語版）』
  6. 1995年: 作曲賞 – 『サンセット大通り』
- 特別賞:
  1. 1990年: グラミー・レジェンド賞
  2. 2018年（英語版）: トニー賞特別賞（英語版）

### ティム・ライス
作詞家・プロデューサーのティム・ライス（1944年生）は、2018年に達成者となった。1980年から2018年のあいだに12回受賞した。
- アカデミー賞:
  1. 1993年: 歌曲賞 – 「ホール・ニュー・ワールド」（『アラジン』
  2. 1995年: 歌曲賞 – 「愛を感じて」（『ライオン・キング』）
  3. 1997年: 歌曲賞 – 「ユー・マスト・ラヴ・ミー」（『エビータ』）
- プライムタイム・エミー賞:
  1. 2018年:  バラエティ・スペシャル賞 (生番組)（英語版） – 『ジーザス・クライスト・スーパースター Live in Concert（英語版）』
- グラミー賞:
  1. 1980年（英語版）: キャスト・ショー・アルバム賞（英語版） – 『エビータ』
  2. 1993年: 楽曲賞（英語版） – 「ホール・ニュー・ワールド」
  3. 1993年: 子供向けミュージカル・アルバム賞（英語版） – 『アラジン（英語版）』
  4. 1993年: 映画・テレビ楽曲賞（英語版） – 「ホール・ニュー・ワールド」
  5. 2000: ミュージカル・ショー・アルバム賞（英語版） – 『アイーダ』
- トニー賞:
  1. 1980年（英語版）: 作曲賞（英語版） – 『エビータ』
  2. 1980年: ミュージカル脚本賞（英語版） – 『エビータ』
  3. 2000年（英語版）: 作曲賞 – 『アイーダ』

### アラン・メンケン

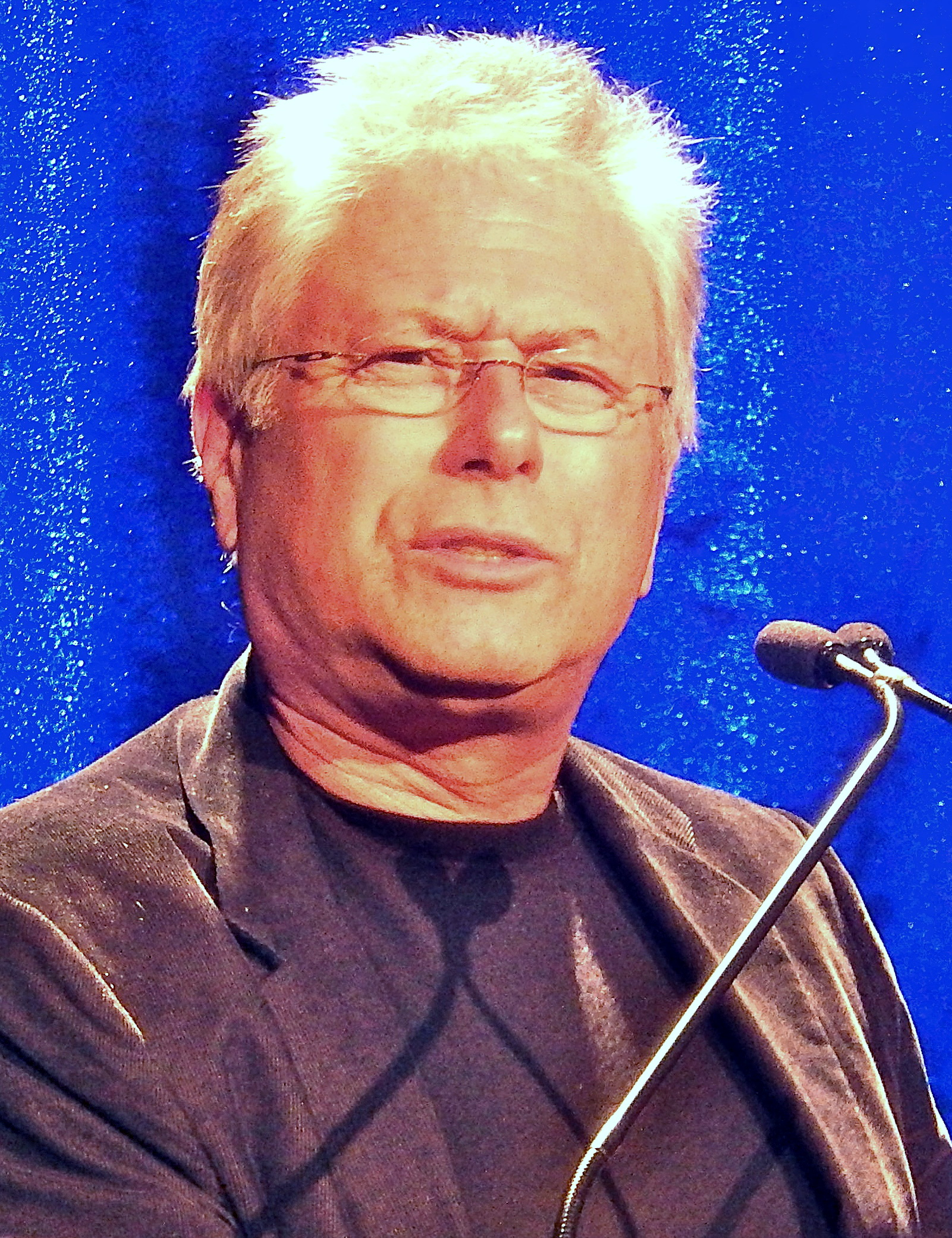
2013年のメンケン。

作曲家・ソングライターのアラン・メンケン（1949年生）は、2020年に達成者となった。1989年から2020年までにメンケンは21回受賞した。彼はアカデミー賞を8回受賞しているが、これは達成者の中では最多である。
- アカデミー賞:

1. 1990年: 作曲賞 – 『リトル・マーメイド』
2. 1990年: 歌曲賞 – 「アンダー・ザ・シー」（『リトル・マーメイド』）
3. 1992年: 作曲賞 – 『美女と野獣』
4. 1992年: 歌曲賞 - 「美女と野獣」（『美女と野獣』）
5. 1993年: 作曲賞 – 『アラジン』
6. 1993年: 歌曲賞 - 「ホール・ニュー・ワールド」（『アラジン』）
7. 1996年: ミュージカル・コメディ作曲賞 – 『ポカポンタス』
8. 1996年: 歌曲賞 - 「カラー・オブ・ザ・ウィンド（英語版）」（『ポカポンタス』）

- デイタイム・エミー賞:

1. 2020年: 子供向けヤングアダルト・アニメ番組楽曲賞 - "Waiting in the Wings" (『ラプンツェル ザ・シリーズ』）

- グラミー賞:

1. 1991年: 子供向けレコード賞（英語版） - 『リトル・マーメイド（英語版）』
2. 1991年: 映画・テレビ楽曲賞 - 「アンダー・ザ・シー」
3. 1993年: 子供向けアルバム賞 – 『美女と野獣（英語版）』
4. 1993年: 映画・テレビインストゥルメンタル曲賞 - 『美女と野獣』
5. 1993年: 映画・テレビ楽曲賞 - 「美女と野獣」
6. 1994年: 楽曲賞（英語版） – 「ホール・ニュー・ワールド」
7. 1994年: 子供向けアルバム賞 – 『アラジン（英語版）』
8. 1994年: 映画・テレビインストゥルメンタル曲賞 – 『アラジン』
9. 1994年: 映画・テレビ楽曲賞 - 「ホール・ニュー・ワールド」
10. 1996年: 映画・テレビ楽曲賞 - 「カラー・オブ・ザ・ウィンド」
11. 2012年: 映像作品楽曲賞 – 「輝く未来（英語版）」

- トニー賞:

1. 2012年（英語版）: 作曲賞（英語版） – 『ニュージーズ』

- 特別賞:

1. 1990年: プライムタイム・エミー賞 子供向け反麻薬スペシャルの成功に対する貢献賞 - "Wonderful Ways to Say No" （Cartoon All-Stars to the Rescue』） (非コンペティティブ)

### ジェニファー・ハドソン
歌手であり女優のジェニファー・ハドソン（1981年生）は2022年に達成者となった。ハドソンはアカデミー賞では女優、グラミー賞では歌手、エミー賞、トニー賞ではプロデューサーでの受賞である。また女性としては最年少のEGOT達成者となった。
- アカデミー賞:

1. 2007年:助演女優賞 -『ドリームガールズ』

- グラミー賞:

1. 2009年:最優秀R&Bアルバム賞 -『Jennifer Hudson（英語版）』
2. 2017年:最優秀ミュージカル・ショー・アルバム賞 -『The Color Purple（英語版）』

- デイタイム・エミー賞:

1. 2021年:インタラクティブ・メディア賞 -『Baba Yaga』

- トニー賞:

1. 2022年:最優秀ミュージカル賞 -『A Strange Loop（英語版）』

### ヴィオラ・デイヴィス
女優のヴィオラ・デイヴィス（1965年生）は、2023年に達成者となった。2001年から2023年の間に5回の受賞を果たしている。また演技の三冠を達成したのはアフリカ系アメリカ人として史上初。
- アカデミー賞:

1. 2017年:最優秀助演女優賞 -『フェンス』

- グラミー賞:

1. 2023年:賞 -最優秀朗読アルバム賞 -『Finding Me』

- プライムタイム・エミー賞:

1. 2015年:ドラマシリーズ主演女優賞 -『殺人を無罪にする方法』

- トニー賞:

1. 2001年:演劇助演女優賞 -『King Hedley II』
2. 2010年:演劇主演女優賞 -『Fences（英語版）』

### エルトン・ジョン
シンガーソングライターのエルトン・ジョン（1947年生）は、2024年に達成者となった。1987年から2024年の間に9回受賞している。最後のエミー賞は、彼にとって最後のツアーでの北米最終公演の生配信番組での受賞だった。
- アカデミー賞:

1. 1995年:歌曲賞 -『愛を感じて』（映画『ライオン・キング』より）
2. 2020年:歌曲賞 -『(アイム・ゴナ)ラヴ・ミー・アゲイン』（映画『ロケットマン』より）

- グラミー賞:

1. 1987年:最優秀ポップ・デュオ／グループ・パフォーマンス賞 -『愛のハーモニー』
2. 1992年:最優秀インストゥルメンタル作曲賞 -『Basque』
3. 1995年:最優秀男性ポップ歌手賞 -『愛を感じて』（映画『ライオン・キング』より）
4. 1998年:最優秀男性ポップ歌手賞 -『キャンドル・イン・ザ・ウインド1997』
5. 2001年:最優秀ミュージカル・ショー・アルバム賞 -『アイーダ』

- プライムタイム・エミー賞:

1. 2024年:バラエティ特別番組（ライブ）賞 -『エルトン・ジョン・ライヴ：Farewell from Dodger Stadium』

- トニー賞:

1. 2000年:オリジナル楽曲賞 -『アイーダ』

## 非コンペティティブ部門込みでの達成者
以下のアーティストは特別賞や名誉賞などの非コンペティティブ部門の受賞も考慮した場合に達成者とされる。ストライサンドはトニー賞、ミネリはグラミー賞、ベラフォンテとジェームズ・アール・ジョーンズとクインシー・ジョーンズはアカデミー賞のコンペティティブ部門を未受賞である。
| 名前                           | 1つ目 | 1つ目      | 2つ目 | 2つ目        | 3つ目 | 3つ目                      | 4つ目 | 4つ目                      | 達成期間 |
| ------------------------------ | ----- | ---------- | ----- | ------------ | ----- | -------------------------- | ----- | -------------------------- | -------- |
| バーブラ・ストライサンド       | 1964  | グラミー賞 | 1965  | エミー賞     | 1968  | アカデミー賞               | 1970  | トニー賞特別賞             | 6        |
| ライザ・ミネリ                 | 1965  | トニー賞   | 1972  | アカデミー賞 | 1973  | エミー賞                   | 1990  | グラミー・レジェンド賞     | 25       |
| ジェームズ・アール・ジョーンズ | 1969  | トニー賞   | 1977  | グラミー賞   | 1991  | エミー賞                   | 2011  | アカデミー名誉賞           | 42       |
| ハリー・ベラフォンテ           | 1954  | トニー賞   | 1960  | エミー賞     | 1961  | グラミー賞                 | 2014  | ジーン・ハーショルト友愛賞 | 60       |
| クインシー・ジョーンズ         | 1964  | グラミー賞 | 1977  | エミー賞     | 1994  | ジーン・ハーショルト友愛賞 | 2016  | トニー賞                   | 52       |

### バーブラ・ストライサンド

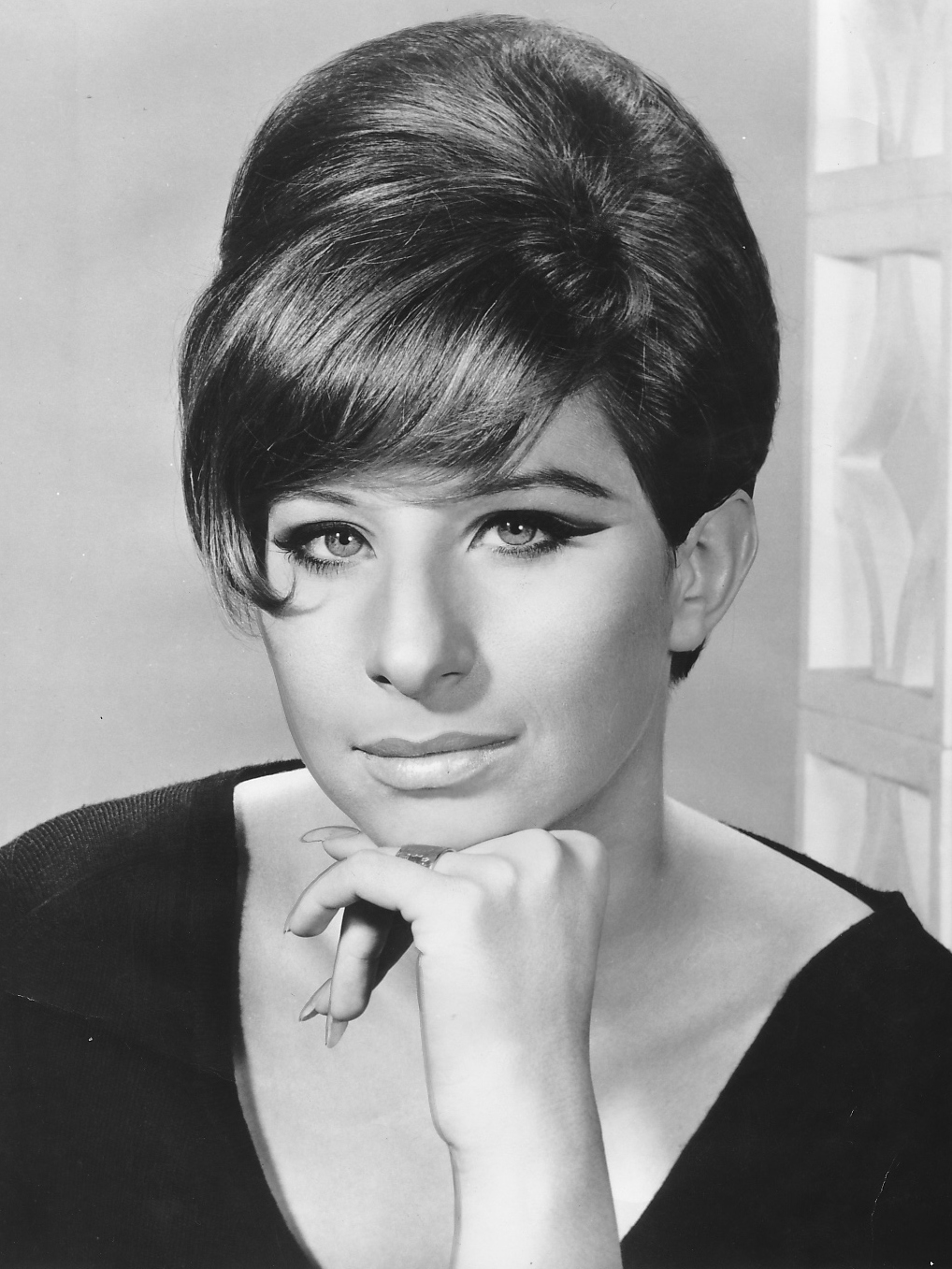
バーブラ・ストライサンドは1970年に28歳で最年少達成者となった。しかしながらトニー賞は非コンペティティブ部門での受賞である。

歌手・女優のバーブラ・ストライサンド（1942年生）は、1970年に達成者となった。1963年から2001年までにストライサンド18回受賞した。28歳での達成は史上最年少であり、また最初の受賞（1964年グラミー賞）から達成（1970年トニー賞特別賞）までの期間6年も最短である。さらに音楽部門と演技部門の両方でアカデミー賞を受賞した唯一の人物でもある。加えて全てのデビュー作（初の音楽アルバム、長編映画、テレビスペシャル）でコンペティティブ部門受賞を成し遂げた唯一の達成者である。この他にピーボディ賞、AFI生涯功労賞、ケネディ・センター名誉賞、セシル・B・デミル賞、国民芸術勲章、全米撮影監督協会理事会賞、大統領自由勲章も受賞している。
- アカデミー賞:

1. 1969年: 主演女優賞 - 『ファニー・ガール』
2. 1977年: 歌曲賞 – 「スター誕生の愛のテーマ」（『スター誕生』）

- プライムタイム・エミー賞:

1. 1965年: エンターテインメント個人貢献賞 (俳優・パフォーマー) - My Name is Barbra
2. 1995年: バラエティ・音楽番組個人パフォーマンス賞（英語版） - Barbra Streisand: The Concert
3. 1995年: バラエティ・音楽・コメディスペシャル賞 - Barbra Streisand: The Concert
4. 2001年: バラエティ・音楽番組個人パフォーマンス賞 - lTimeless: Live in Concert

- デイタイム・エミー賞:

1. 2001年: スペシャル・クラシック・スペシャル賞 – Reel Models: The First Women of Film

- グラミー賞:

1. 1964年（英語版）: 女性ボーカル・パフォーマンス賞（英語版） - The Barbra Streisand Album
2. 1964年: アルバム賞 (非クラシック)（英語版） - The Barbra Streisand Album
3. 1965年（英語版）: 女性ボーカル・パフォーマンス賞 - 「ピープル（英語版）」
4. 1966年（英語版）: 女性ボーカル・パフォーマンス賞 - 『マイ・ネーム・イズ・バーブラ（英語版）』
5. 1978年（英語版）: 女性ポップ・ボーカル・パフォーマンス賞 - 「スター誕生の愛のテーマ」
6. 1978年: 歌曲賞（英語版） - 「スター誕生の愛のテーマ」
7. 1981年（英語版）: ボーカル入りデュオ・グループ・ポップ・パフォーマンス賞（英語版） - 「ギルティ（英語版）」
8. 1987年: 女性ポップ・ボーカル・パフォーマンス賞 - 『追憶のブロードウェイ（英語版）』
9. 1992年: グラミー・レジェンド賞 (非コンペティティブ)
10. 1995年: グラミー生涯業績賞 (非コンペティティブ)

- トニー賞:

1. 1970年: トニー賞特別賞（英語版）: 過去10年最高のスター (非コンペティティブ)

### ライザ・ミネリ

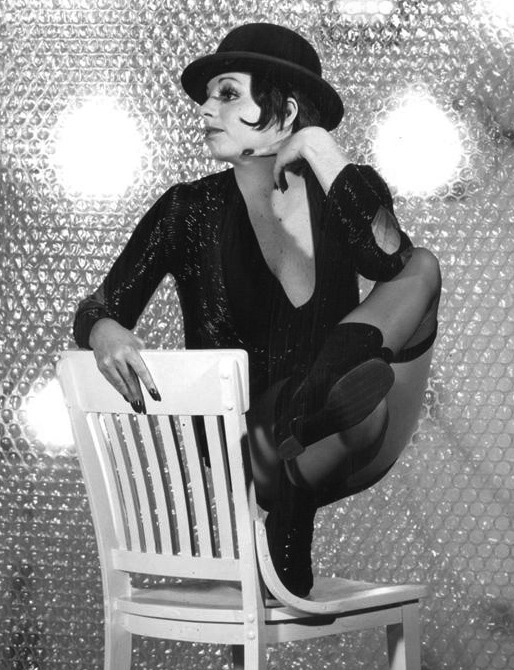
ライザ・ミネリは1990年に達成者となったが、グラミー賞のみ非コンペティティブ部門の受賞である。

女優・歌手のライザ・ミネリ（1946年生）は、1990年に達成者となった。1965年から2009年のあいだにミネリは7回受賞した。
- アカデミー賞:

1. 1973年: 主演女優賞 - 『キャバレー』

- プライムタイム・エミー賞:

1. 1973年: 単発番組賞 (バラエティ・ポピュラー音楽)（英語版） - Liza with a 'Z'. A Concert for Television

- グラミー賞:

1. 1990年: グラミー・レジェンド賞 (非コンペティティブ)

- トニー賞:

1. 1965年（英語版）: ミュージカル主演女優賞 – Flora the Red Menace
2. 1974年（英語版）: トニー賞特別賞（英語版） - 「ブロードウェイ・シーズンに輝きを与えたことに対して」 (非コンペティティブ)
3. 1978年（英語版）: ミュージカル主演女優賞 – The Act
4. 2009年: 特別劇場イベント賞（英語版） - Liza's at The Palace...!

### ジェームズ・アール・ジョーンズ

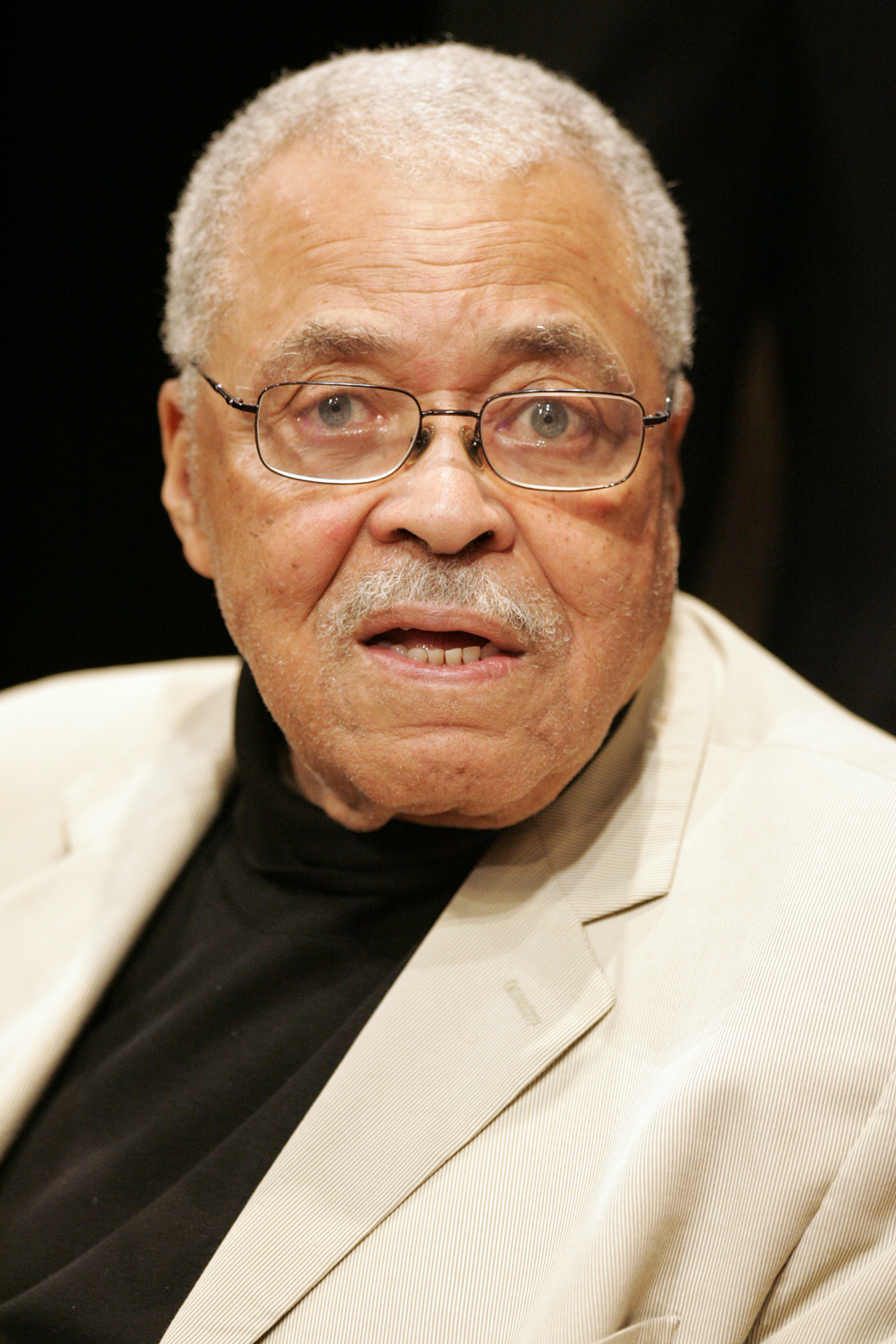
ジェームズ・アール・ジョーンズ2012年に達成者となったが、アカデミー賞のみ非コンペティティブ部門の受賞である。

男性俳優のジェームズ・アール・ジョーンズ（1931年-2024年）は、2012年に達成者となった。1969年に2011年までにジョーンズは7回受賞した。
- アカデミー賞:

1. 2011年: 名誉賞 (非コンペティティブ)

- プライムタイム・エミー賞:

1. 1991年: ドラマシリーズ主演男優賞（英語版） - 『バード事件簿 （英語版）』
2. 1991年: ミニシリーズ・映画助演男優賞（英語版） – Heat Wave

- デイタイム・エミー賞:

1. 2000年: パフォーマー賞 (子供向けスペシャル賞) - Summer's End

- グラミー賞:

1. 1977年（英語版）: 詩読レコード賞（英語版） - Great American Documents

- トニー賞:

1. 1969年（英語版）: 演劇主演男優賞 – The Great White Hope
2. 1987年（英語版）: 演劇主演男優賞 –  『フェンス（英語版）』
3. 2017年（英語版）:  トニー賞舞台生涯功労賞（英語版） (非コンペティティブ)

### ハリー・ベラフォンテ

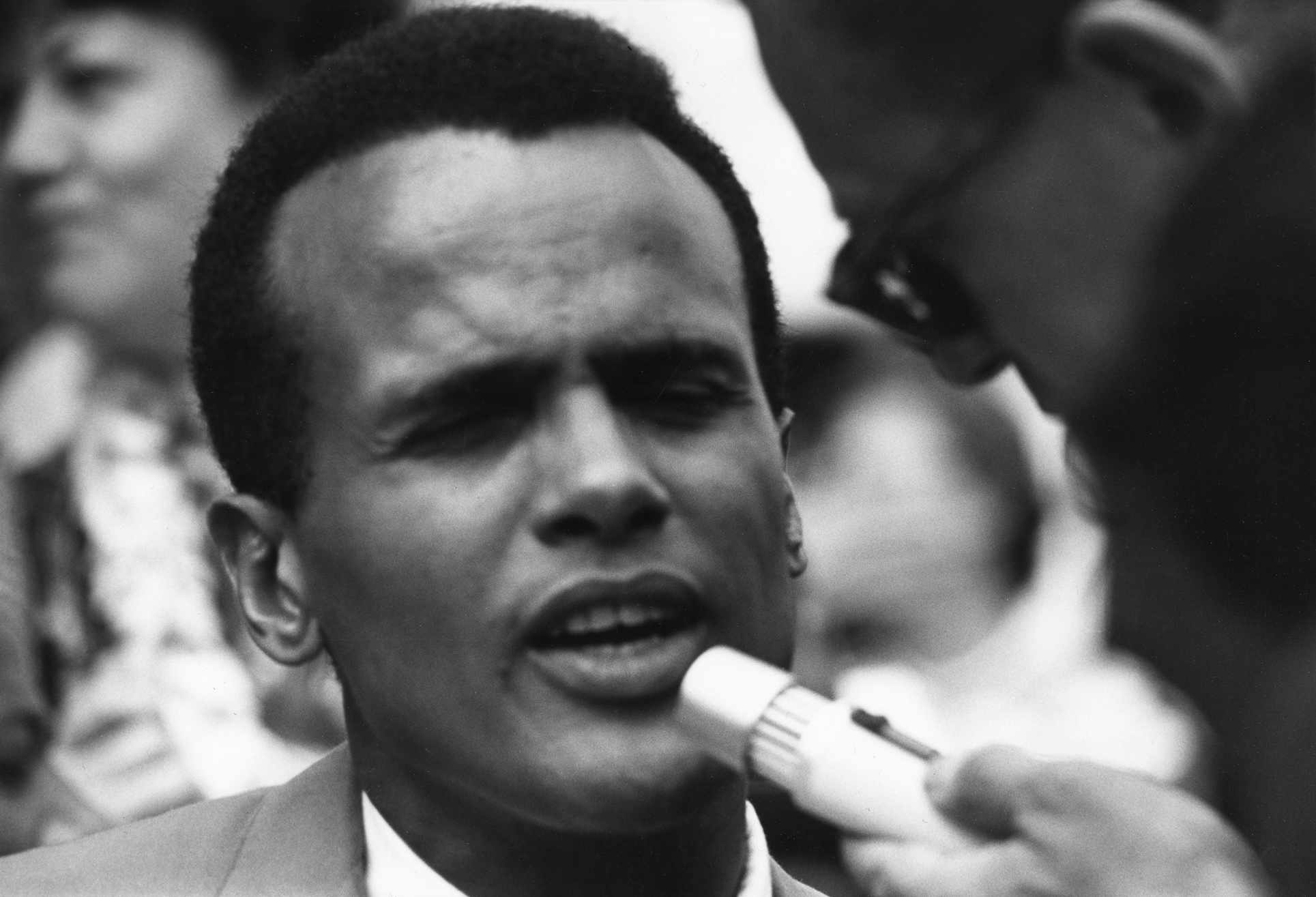
ハリー・ベラフォンテは達成者であるが、アカデミー賞のみ非コンペティティブ部門の受賞である。

男性俳優のハリー・ベラフォンテ（1927年-2023年）は、2015年に達成者となった。1954年から2015年までにベラフォンテは6回受賞した。
- アカデミー賞:

1. 2015年: ジーン・ハーショルト友愛賞 (非コンペティティブ)

- プライムタイム・エミー賞:

1. 1960年: バラエティ・音楽番組個人パフォーマンス賞（英語版） - Tonight with Belafonte - The Revlon Revue

- グラミー賞:

1. 1961年（英語版）: パフォーマンス・フォーク賞（英語版） – 『囚人達の唄（英語版）』
2. 1966年（英語版）: フォーク・パフォーマンス賞 - 『アフリカの歌（英語版）』
3. 1999年: グラミーの殿堂（アルバム『Belafonte at Carnegie Hall』）

- トニー賞:

1. 1954年（英語版）: ミュージカル助演男優賞（英語版） - John Murray Anderson's Almanac

### クインシー・ジョーンズ

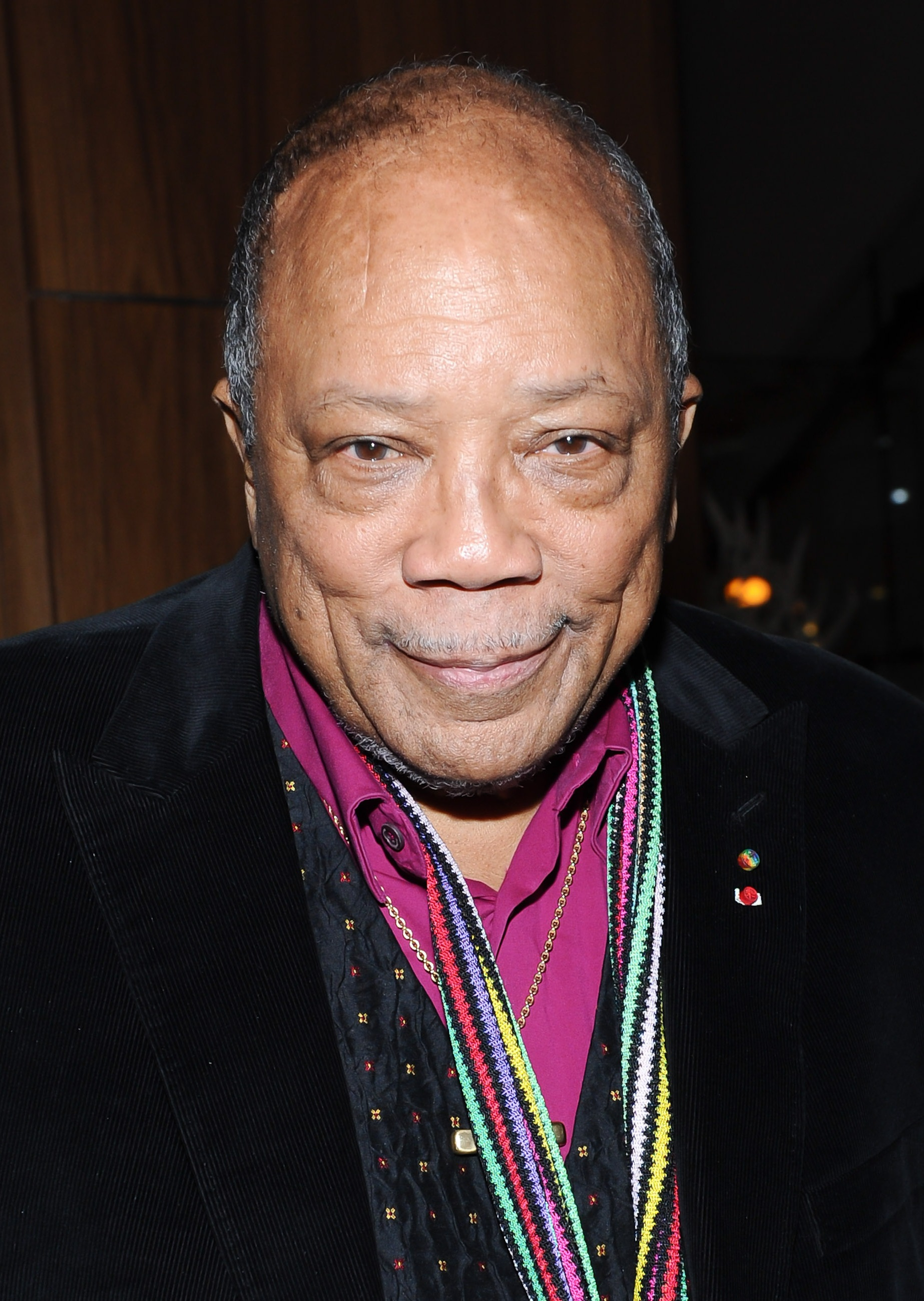
クインシー・ジョーンズは、2016年に達成者となったが、アカデミー賞のみ非コンペティティブ部門の受賞である。

音楽プロデューサー・俳優・作曲家のクインシー・ジョーンズ（1933年-2024年）は、2016年に達成者となった。1964年から2016年までにジョーンズは31回受賞したが、これは非コンペティティブ部門を含む達成者の中で最多である。
- アカデミー賞:

1. 1995年:  ジーン・ハーショルト友愛賞 (非コンペティティブ)

- プライムタイム・エミー賞:

1. 1977年: シリーズ作曲賞（英語版） - 『ルーツ』

- グラミー賞:

1. 1964年（英語版）: インストゥルメンタル編曲賞（英語版） – "I Can't Stop Loving You"
2. 1970年（英語版）: インストゥルメンタル・ジャズ・パフォーマンス賞 (大規模グループまたは大規模グループのソリスト)（英語版） - 『ウォーキング・イン・スペース（英語版）』
3. 1972年（英語版）: ポップ・インストゥルメンタル・パフォーマンス賞（英語版） - 『スマックウォーター・ジャック』
4. 1974年（英語版）: インストゥルメンタル編曲賞 - 「サマー・イン・ザ・シティ（英語版）」
5. 1979年（英語版）: インストゥルメンタル編曲賞 - "The Wiz Main Title (Overture, Part One)（英語版）"
6. 1981年（英語版）: インストゥルメンタル編曲賞 – 「喝采（英語版）」
7. 1982年（英語版）: プロデューサー賞（英語版）
8. 1982年: ボーカル入りインストゥルメンタル編曲賞（英語版） - 「愛のコリーダ」
9. 1982年: インストゥルメンタル編曲賞 - 「ヴェラス（英語版）」
10. 1982年: キャスト・ショー・アルバム賞（英語版） - Lena Horne: The Lady and Her Music
11. 1982年: ボーカル入りデュオ・グループR&Bパフォーマンス賞（英語版） - 「ザ・デュード（英語版）」
12. 1984年: プロデューサー賞 (非クラシック)
13. 1984年: 子供向けレコード賞（英語版） - E.T. the Extra-Terrestrial
14. 1984年: アルバム賞（英語版） - 『スリラー』
15. 1984年: レコード賞（英語版） – 「今夜はビート・イット」
16. 1985年: インストゥルメンタル編曲賞 – "Grace (Gymnastics Theme)"
17. 1986年: 短編ミュージック・ビデオ賞（英語版） - 「ウィ・アー・ザ・ワールド」
18. 1986年: ボーカル入りデュオ・グループ・ポップ・パフォーマンス賞（英語版） – 「ウィ・アー・ザ・ワールド」
19. 1986年:レコード賞 - 「ウィ・アー・ザ・ワールド」
20. 1991年: プロデューサー賞 (非クラシック)
21. 1991年: ボーカル入りインストゥルメンタル編曲賞 - 「プレイス・ユー・ファインド・ラヴ」
22. 1991年: インストゥルメンタル編曲賞 - 「バードランド」
23. 1991年: ジャズ・フュージョン・パフォーマンス賞（英語版） - 「バードランド」
24. 1991年: デュオ・グループ・ラップ・パフォーマンス賞（英語版） – 「バック・オン・ザ・ブロック」
25. 1991年: アルバム賞 – 『バック・オン・ザ・ブロック』
26. 1992年: グラミー・レジェンド賞 (非コンペティティブ)
27. 1994年:  大規模ジャズ・アンサンブル・パフォーマンス賞 - 『ライヴ・アット・モントルー（英語版）』
28. 2002年: 詩読アルバム賞（英語版） - Q: The Autobiography of Quincy Jones
29. 2019年: 音楽映画賞（英語版） - 『クインシーのすべて』

- トニー賞:

1. 2016年（英語版）: リバイバル・ミュージカル作品賞（英語版） – The Color Purple

## 3つの賞を獲得している人物

### コンペティティブのみ
以下は、4つの賞のうち3つのコンペティティブ部門を受賞済みの人物である。

#### トニー賞未受賞
1. ジョン・アディスン（英語版）†
2. ジュリー・アンドリュース[note 1]◊
3. バート・バカラック◊
4. アラン・バーグマン（英語版）
5. マリリン・バーグマン（英語版）
6. ジョン・ブレア（英語版）
7. ジョージ・バーンズ†
8. シェール
9. コモン
10. マイケル・ジアッチーノ
11. アレックス・ギブソン
12. ブライアン・グレイザー◊
13. ヒドゥル・グドナドッティル
14. ロン・ハワード
15. ジェームズ・モル（英語版）PA
16. モーガン・ネヴィル
17. ランディ・ニューマン
18. シド・ラミン（英語版）†
19. ケイトリン・ロジャーズ（英語版）
20. マーティン・スコセッシ
21. バーブラ・ストライサンド◊, NCA
22. ピーター・ユスティノフ†, ◊
23. ジョン・ウィリアムズ
24. ロビン・ウィリアムズ†
25. ケイト・ウィンスレット

#### グラミー賞未受賞
1. ジャック・アルバートソン†, TC
2. アン・バンクロフト†, TC
3. イングリッド・バーグマン†, TC
4. シャーリー・ブース†, TC
5. ラルフ・バーンズ†
6. エレン・バースティンTC
7. メルヴィン・ダグラス†, TC
8. ボブ・フォッシー†
9. ジェレミー・アイアンズ◊, TC
10. グレンダ・ジャクソンTC
11. ジェシカ・ラングTC
12. フランシス・マクドーマンドTC
13. ライザ・ミネリ◊, NCA
14. ヘレン・ミレンTC
15. トーマス・ミッチェル†, TC
16. アル・パチーノ◊, TC
17. クリストファー・プラマー[note 2]◊, TC
18. ヴァネッサ・レッドグレイヴTC
19. ジェイソン・ロバーズ†, TC
20. ジェフリー・ラッシュTC
21. ポール・スコフィールド†, TC
22. マギー・スミスTC
23. モーリン・ステイプルトン†, TC
24. ジェシカ・タンディ†, TC
25. トニー・ウォルトン（英語版）[note 3]

#### エミー賞未受賞
1. ヘンリー・フォンダ†, ◊
2. オスカー・ハマースタイン2世†, PP
3. エルトン・ジョン
4. アラン・ジェイ・ラーナー†
5. フランク・レッサー†, PP
6. ベンジ・パセク◊
7. ジャスティン・ポール◊
8. スティーヴン・ソンドハイムPP
9. ジューリー・スタイン†

#### アカデミー賞未受賞
1. ハリー・ベラフォンテNCA
2. レナード・バーンスタイン†, ◊
3. ジェリー・ホック（英語版）†, PP
4. マーティン・チャーニン（英語版）†, PA
5. サイ・コールマン†, ◊
6. アンドレ・ド・シールズ（英語版）
7. フレッド・エッブ（英語版）†, ◊
8. シンシア・エリヴォ◊
9. アン・ガレフィーノ（英語版）PA
10. ジョージ・グリザード（英語版）†
11. ジュリー・ハリス†, ◊
12. ヒュー・ジャックマン◊
13. ジェームズ・アール・ジョーンズ◊, NCA
14. クインシー・ジョーンズ◊, NCA
15. レイチェル・ベイ・ジョーンズ（英語版）
16. ジョン・カンダー（英語版）◊
17. アレックス・ラカモワ（英語版）
18. シンディ・ローパー
19. カトリーナ・レンク（英語版）
20. オードラ・マクドナルド
21. ベット・ミドラー◊
22. リン＝マニュエル・ミランダ◊, PP
23. シンシア・ニクソン
24. トレイ・パーカー[note 4]◊, PA
25. ベン・プラット（英語版）
26. ビリー・ポーター
27. マーク・シャイマン◊
28. ビル・シャーマン（英語版）[31]
29. アリエル・スタッチェル（英語版）
30. マット・ストーンPA
31. チャールズ・ストラウスPA
32. リリー・トムリン◊, PA
33. ディック・ヴァン・ダイク
34. ジェームズ・ホイットモア†, ◊
35. デヴィッド・ヤズベク（英語版）

#### 備考
† - 故人。
◊ - ノミネート経験がある人物。
NCA - 非コンペティティブ部門の受賞経験がある人物。
PA - ピーボディ賞の受賞経験がある人物。
PP - ピューリッツァー賞の受賞経験がある人物。
TC - エミー賞・アカデミー賞・トニー賞の個人演技部門を全て獲得した演技の三冠を達成した人物。
1. ↑  1996年にアンドリュースは『ビクター・ビクトリア（英語版）』でトニー賞にノミネートされたが、同作品が他部門でノミネートされなかったことに抗議して辞退した[30]。彼女は他に『マイ・フェア・レディ』と『キャメロット（英語版）』でトニー賞にノミネートされた。
2. ↑  2012年にプラマーは当時最年長（82歳）でアカデミー賞を獲得し、「演技の三冠」を達成した。
3. ↑  ウォルトンは3つの賞を獲得している唯一の衣裳・セットデザイナーである。
4. ↑  パーカーは大学での短編『American History』により1993年の学生アカデミー賞（英語版）のナラティブ/ドラマティック部門で2位となった。

### 非コンペティティブを含む
以下は、特別賞や名誉賞といった非コンペティティブ部門を含めて3つ受賞している人物である。
1. ハワード・アッシュマン†, ◊ - アカデミー賞（2回）、グラミー賞（5回）、エミー賞特別賞。
2. フレッド・アステア† - エミー賞（3回）、アカデミー賞特別賞、グラミー賞生涯業績賞
3. ロバート・ラッセル・ベネット† - エミー賞、アカデミー賞、トニー賞特別賞（2回）。
4. アーヴィング・バーリン† - アカデミー賞、グラミー賞生涯業績賞、トニー賞。
5. キャロル・バーネット - エミー賞（6回）、グラミー賞、トニー賞特別賞。
6. ウォルト・ディズニー† - アカデミー賞（26回）、エミー賞（7回）、グラミー賞特別功労賞理事会賞。
7. レイ・ドルビー† - アカデミー賞科学技術賞、テクノロジー&エンジニアリング・エミー賞（2回）、グラミー賞特別功労賞技術賞。
8. ジュディ・ガーランド†, ◊ - アカデミー賞子役賞（英語版）、グラミー賞（2回）、トニー賞特別賞。
9. アイリーン・ヘッカート† - アカデミー賞、エミー賞、トニー賞特別賞。
10. バリー・マニロウ - エミー賞（2回）、グラミー賞、トニー賞特別賞。
11. スティーヴ・マーティン◊ - アカデミー賞名誉賞、エミー賞、グラミー賞（5回）。
12. ローレンス・オリヴィエ†, ◊ - アカデミー賞（2回）、エミー賞（5回）、トニー賞特別賞。
13. スティーヴン・シュワルツ（英語版） - アカデミー賞（3回）、グラミー賞（3回）、トニー賞イザベル・スティーブンソン賞（英語版）。
14. ブルース・スプリングスティーン◊ - グラミー賞（20回）、アカデミー賞、トニー賞特別賞。
15. トーマス・ストッカム（英語版）† - アカデミー賞科学技術賞、テクノロジー&エンジニアリング・エミー賞、グラミー賞特別功労賞技術賞。
16. シシリー・タイソン - エミー賞（3回）、トニー賞、アカデミー賞名誉賞。
17. イーライ・ウォラック† - トニー賞、エミー賞、アカデミー賞名誉賞。
18. オプラ・ウィンフリー - エミー賞、トニー賞、アカデミー賞ジーン・ハーショルト友愛賞。

#### 備考
† - 故人。
◊ - 未受賞のコンペティティブ部門でのノミネート経験がある人物。

## ノミネートのみ
以下は全ての賞の獲得に至ってはいないが、ノミネート経験がある人物である。
1. リン・アーレンズ（英語版）
2. アラン・アルダ
3. ウディ・アレン
4. ジュディス・アンダーソン†
5. クリステン・アンダーソン＝ロペス
6. ジュリー・アンドリュース
7. アラン・アーキン
8. ハワード・アッシュマン[note 1]†
9. バート・バカラック
10. ローレン・バコール†
11. エルマー・バーンスタイン†
12. レナード・バーンスタイン†
13. ラルフ・バーンズ†
14. エレン・バースティン
15. リチャード・バートン†
16. サミー・カーン†
17. キース・キャラダイン
18. ダイアン・キャロル（英語版）†
19. ストッカード・チャニング
20. グレン・クローズ
21. サイ・コールマン†
22. フレッド・エッブ（英語版）†
23. シンシア・エリヴォ
24. ホセ・フェラー†
25. ヘンリー・フォンダ†
26. ジェーン・フォンダ
27. モーガン・フリーマン
28. ジュディ・ガーランド[note 2]†
29. ジャック・ギルフォード†
30. ブライアン・グレイザー
31. ジョエル・グレイ
32. ジュリー・ハリス†
33. キャサリン・ヘプバーン†
34. ジェレミー・アイアンズ
35. ヒュー・ジャックマン
36. ジェームズ・アール・ジョーンズ
37. クインシー・ジョーンズ
38. ジョン・カンダー（英語版）
39. アンジェラ・ランズベリー
40. ミシェル・ルグラン†
41. ジャック・レモン†
42. ジョン・リスゴー
43. ケニー・ロギンス
44. スティーヴ・マーティン[note 3]
45. ベット・ミドラー
46. ライザ・ミネリ
47. リン＝マニュエル・ミランダ
48. ポール・ニューマン†
49. ローレンス・オリヴィエ†
50. アル・パチーノ
51. トレイ・パーカー
52. ドリー・パートン
53. ベンジ・パセク
54. ジャスティン・ポール
55. クリストファー・プラマー
56. シドニー・ポワチエ
57. アンドレ・プレヴィン†
58. リン・レッドグレイヴ[note 4]†
59. ヴァネッサ・レッドグレイヴ
60. マーク・ラファロ
61. アダム・シュレシンジャー（英語版）†
62. ポール・スコフィールド†
63. マーク・シャイマン
64. デヴィッド・シャイア
65. ポール・サイモン
66. グレン・スレイター（英語版）
67. ウィル・スミス[note 5]
68. トム・スノウ（英語版）
69. ケヴィン・スペイシー
70. ブルース・スプリングスティーン[note 6]
71. スティング
72. バーブラ・ストライサンド
73. メリル・ストリープ
74. リリー・トムリン
75. スタンリー・トゥッチ
76. ピーター・ユスティノフ†
77. ジミー・ヴァン・ヒューゼン†
78. デンゼル・ワシントン
79. ジェームズ・ホイットモア†
80. スコット・ウィットマン（英語版）
81. ハンス・ジマー

### 備考
† - 故人。
1. ↑  アッシュマンはエミー賞のコンペティティブ部門のノミネート経験は無いが、『Cartoon All-Stars to the Rescue』で特別賞を受賞している。
2. ↑  ガーランドはトニー賞のコンペティティブ部門のノミネート経験は無いが、特別賞を受賞している。
3. ↑  マーティンはアカデミー賞のコンペティティブ部門のノミネート経験は無いが、名誉賞を受賞している。
4. ↑  レッドグレイヴは全ての賞でノミネート経験があるが、一度も受賞していない唯一の人物である。
5. ↑  スミスは1992年にデイタイム・エミー賞にノミネートされた。
6. ↑  スプリングスティーンはトニー賞のコンペティティブ部門のノミネート経験は無いが、特別賞を受賞している。

## PEGOT
EGOTに加えてピーボディ賞（Peabody Award）またはピューリッツァー賞（Pulitzer Prize）を獲得した人物はPEGOT達成者と呼ばれる。
以下はピーボディ賞を受賞したEGOT達成者:
1. バーブラ・ストライサンド[32][note 1]
2. マイク・ニコルズ[32]
3. リタ・モレノ[10]

以下はピューリッツァー賞を受賞したEGOT達成者:
1. リチャード・ロジャース[33]
2. マーヴィン・ハムリッシュ[33]

以下はピーボディ賞を受賞し、EGOTまであと残り1つの人物:
1. キャロル・バーネット[note 2] (アカデミー賞未受賞)
2. マーティン・チャーニン（英語版） (アカデミー賞未受賞)
3. アン・ガレフィーノ（英語版） (アカデミー賞未受賞)
4. ジェームズ・モル（英語版） (トニー賞未受賞)
5. トレイ・パーカー (アカデミー賞未受賞)
6. マット・ストーン (アカデミー賞未受賞)
7. チャールズ・ストラウス (アカデミー賞未受賞)
8. リリー・トムリン (アカデミー賞未受賞)
9. シシリー・タイソン[note 3] (グラミー賞未受賞)
10. オプラ・ウィンフリー[note 4] (グラミー賞未受賞)

以上10人のうち、2020年時点でチャーニンのみが故人である。パーカーはアカデミー賞歌曲賞、トムリンはアカデミー賞助演女優賞にノミネートされた経験がある。
以下はピューリッツァー賞を受賞し、EGOTまであと残り1つの人物:
1. ジェリー・ボック（英語版） (アカデミー賞未受賞)
2. オスカー・ハマースタイン2世 (エミー賞未受賞)
3. フランク・レッサー (エミー賞未受賞)
4. リン＝マニュエル・ミランダ (アカデミー賞未受賞)
5. スティーヴン・ソンドハイム (エミー賞未受賞)

以上5人のうち、2020年時点で存命なのはミランダとソンドハイムのみである。ミランダはアカデミー賞歌曲賞にノミネートされた経験がある。

### 備考
1. ↑  トニー賞は非コンペティティブ部門の受賞。
2. ↑  トニー賞は非コンペティティブ部門の受賞。
3. ↑  アカデミー賞は非コンペティティブ部門の受賞。
4. ↑  アカデミー賞は非コンペティティブ部門の受賞。